# Stopperknoten

Fallreepsknoten (4-kardeelig)

Der Begriff Stopperknoten bezeichnet eine Gruppe von Knoten, mit denen Tauwerk verdickt oder beschwert werden kann.
Verdickungen im Tauwerk werden beispielsweise benötigt, um mit Händen oder Füßen Halt am Tauwerk zu finden oder damit eine Leine nicht durch eine Öse rutschen (ausrauschen) kann. Beschwerungen am Tauwerk werden benötigt, um beispielsweise eine Leine weit und gezielt werfen zu können.

## Gliederung der Stopperknoten
Die Gruppe der Stopperknoten ist in zwei Klassen unterteilt:

### Stopperknoten am Ende einer Leine
Sind Endknoten, welche sich am Ende einer Leine befinden. Diese werden weiter unterteilt in Ein-Strang-Verdickungsknoten und Mehrfach-Strang-Verdickungsknoten.

#### Ein-Strang-Verdickungsknoten

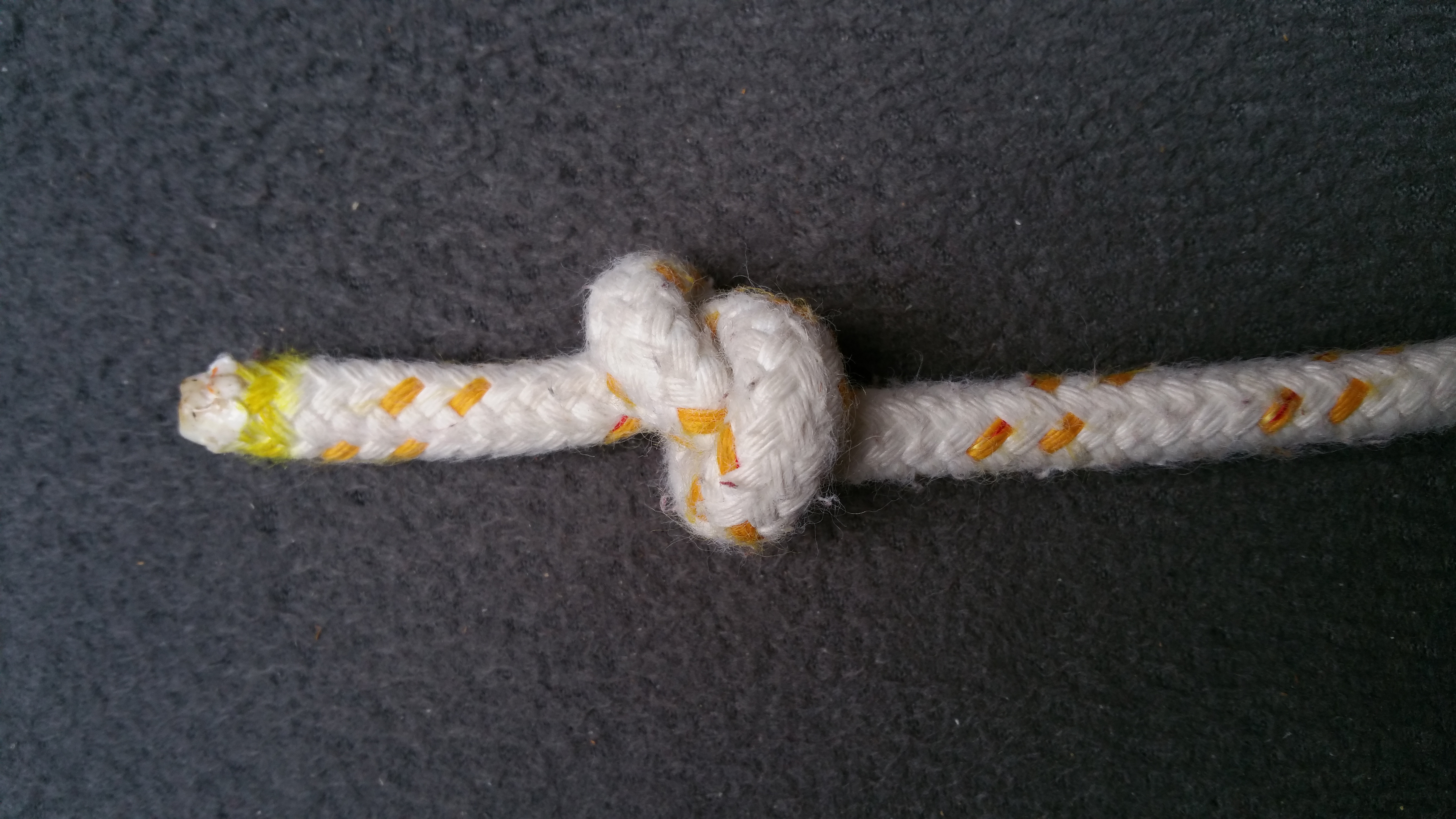
Überhandknoten
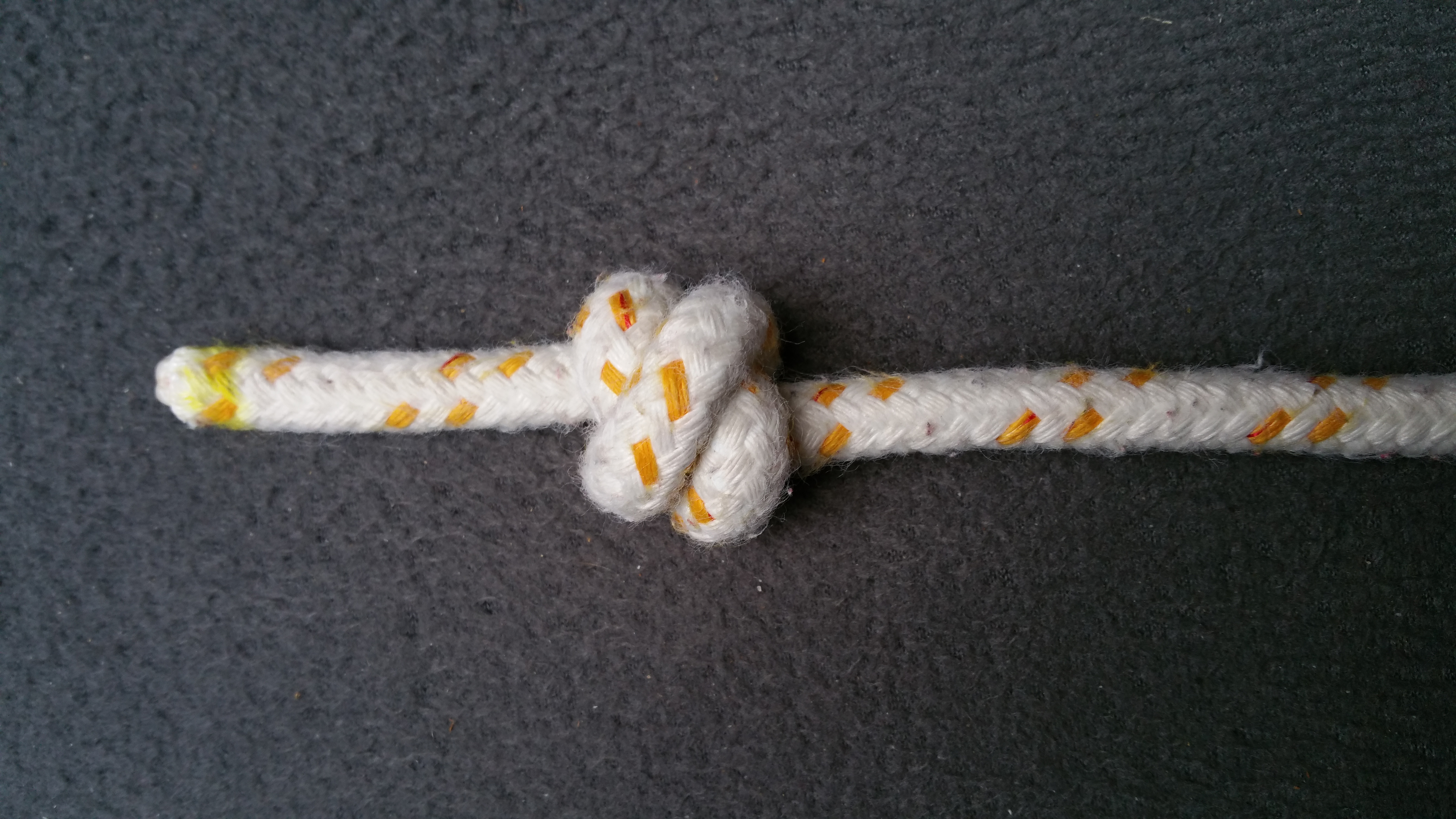
Doppelter Überhandknoten
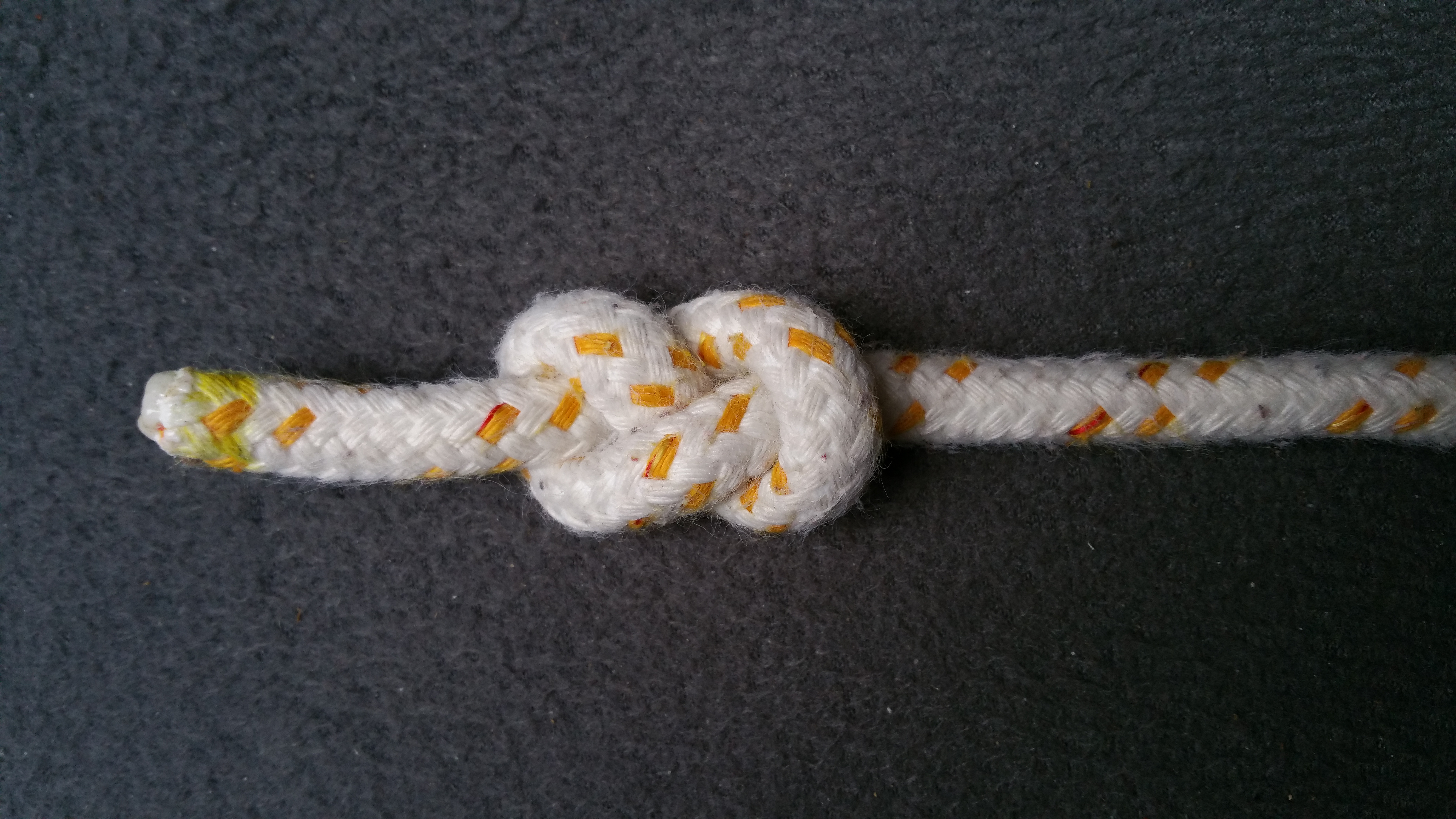
Achtknoten
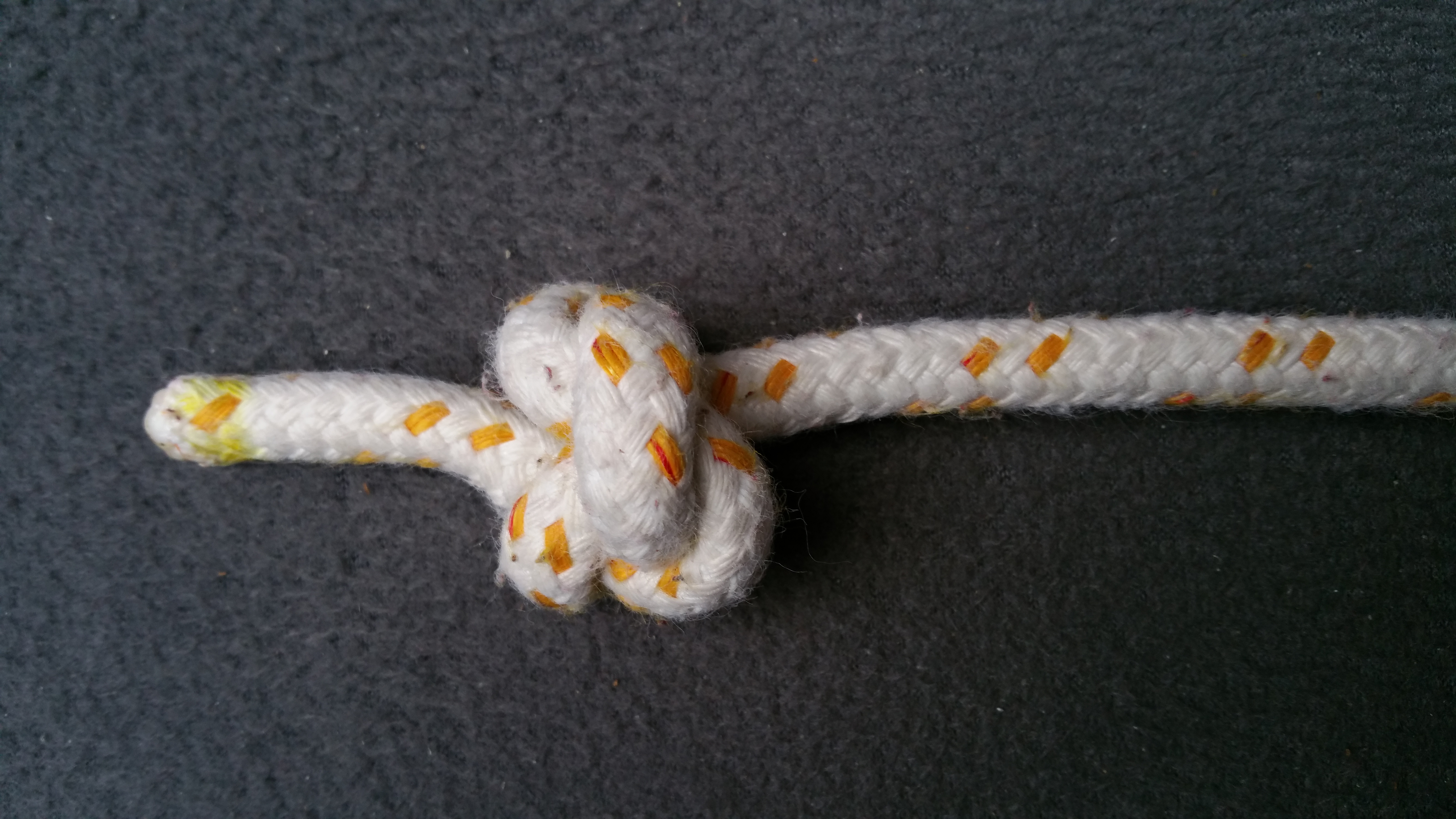
Ashley-Stopperknoten
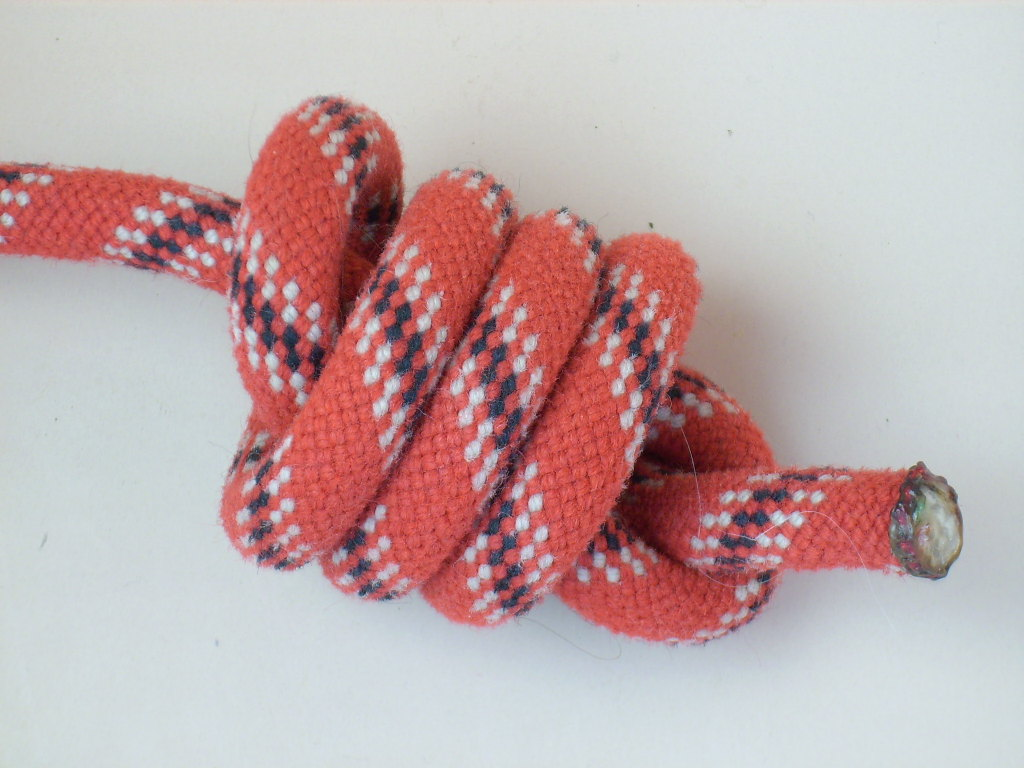
Wurfknoten
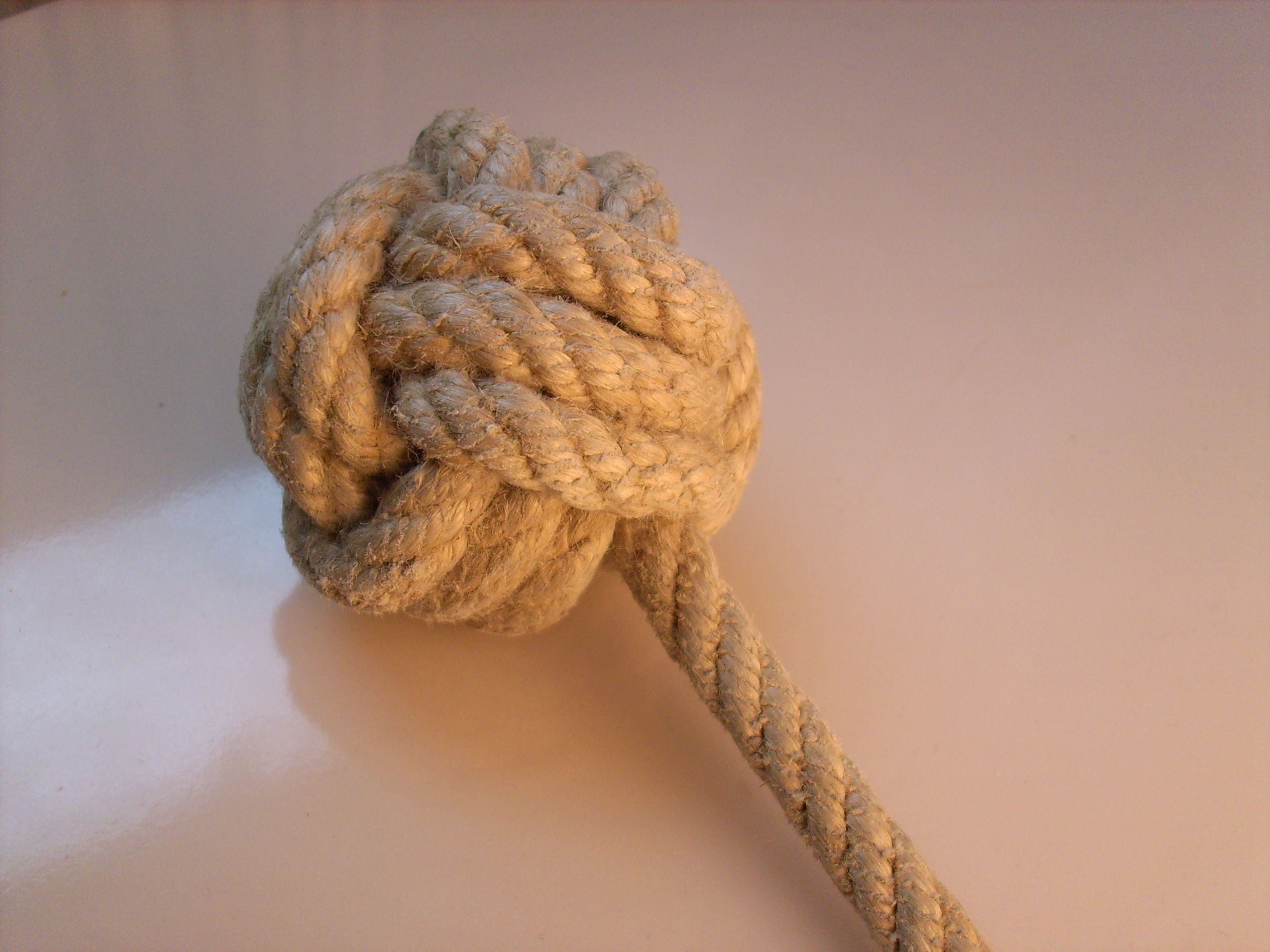
Affenfaust

#### Mehrfach-Strang-Verdickungsknoten

##### Zwei-Strang-Verdickungsknoten

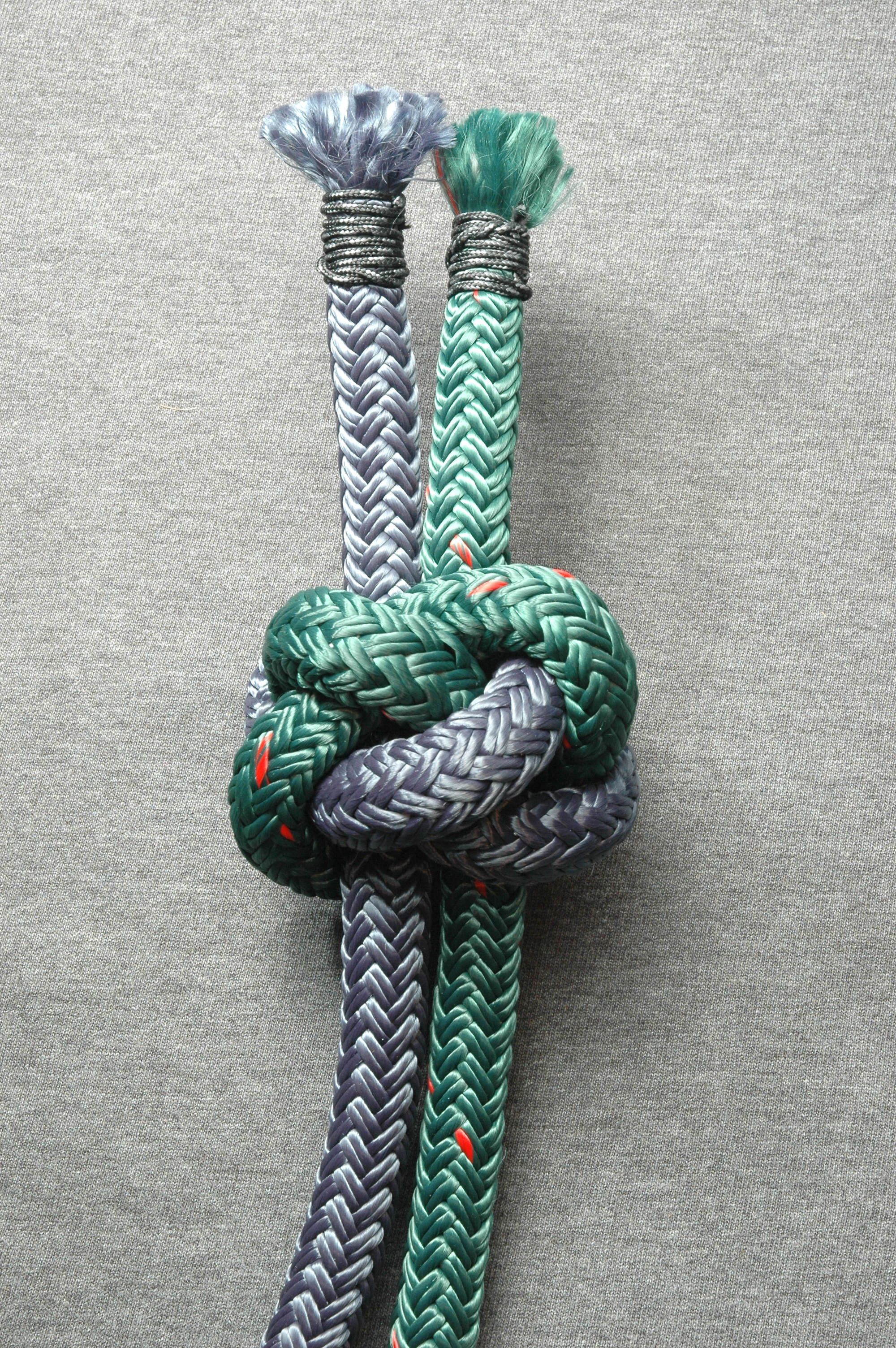
Diamantknoten

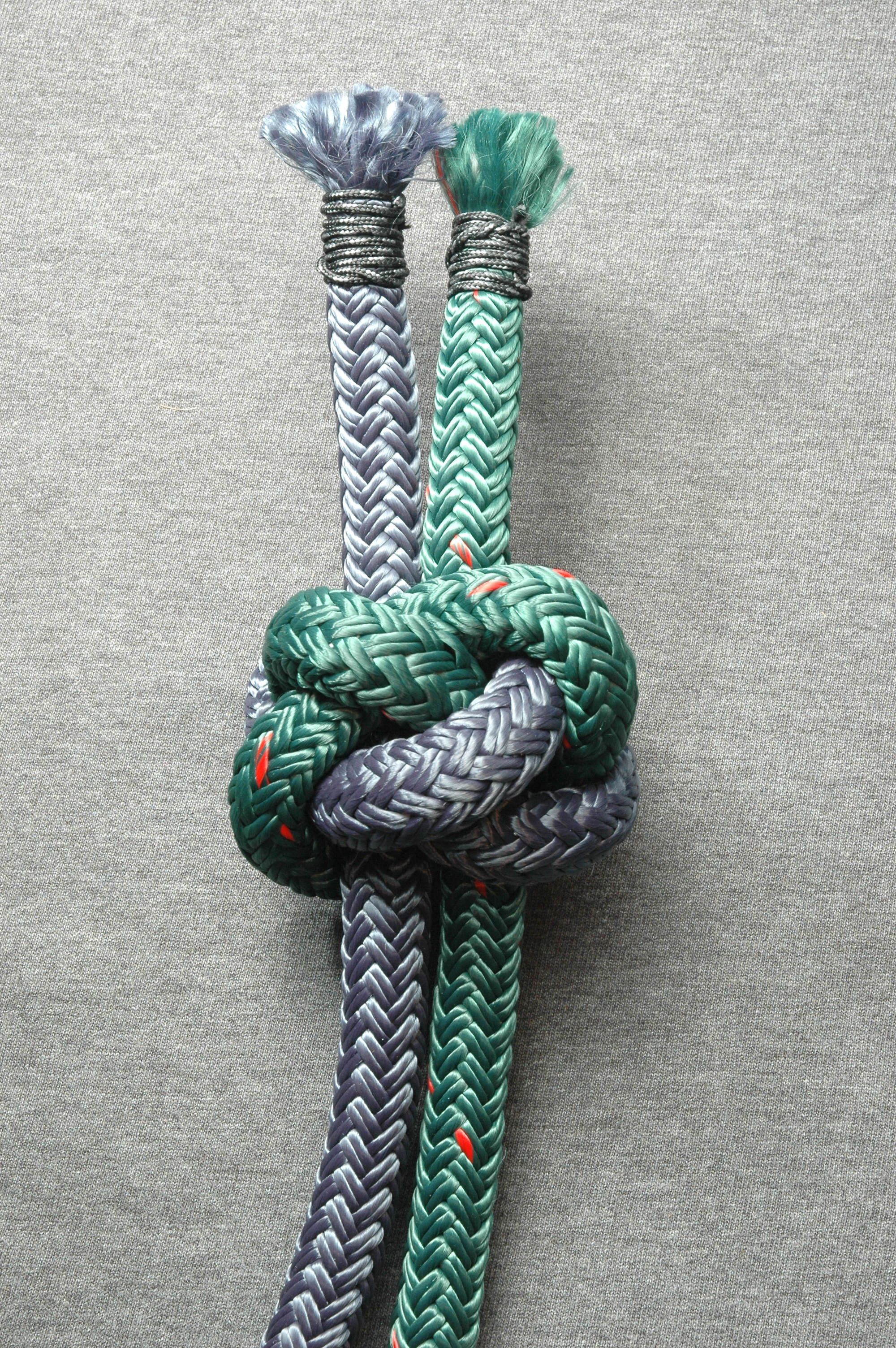
Diamantknoten
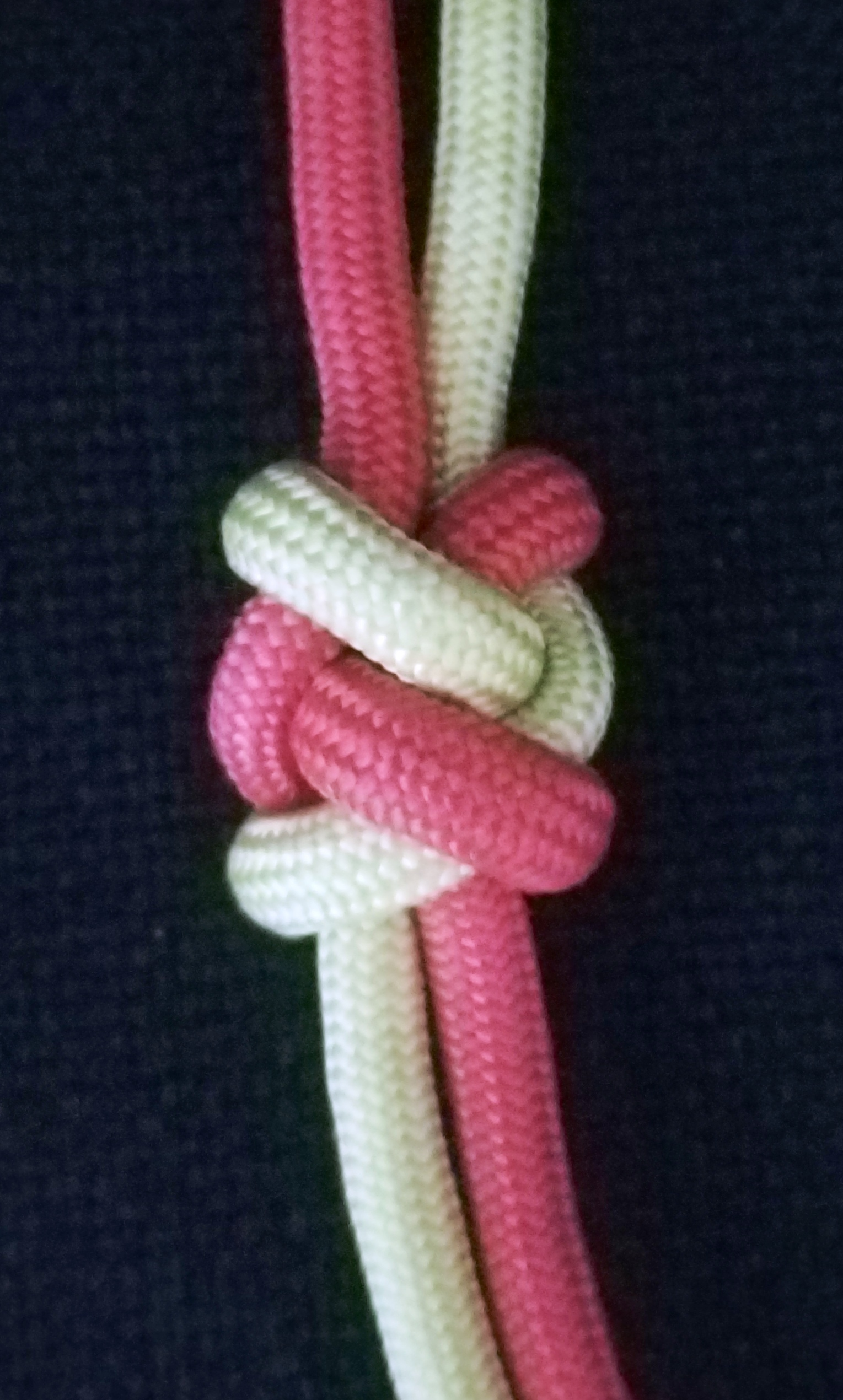
Verlängerter Diamantknoten
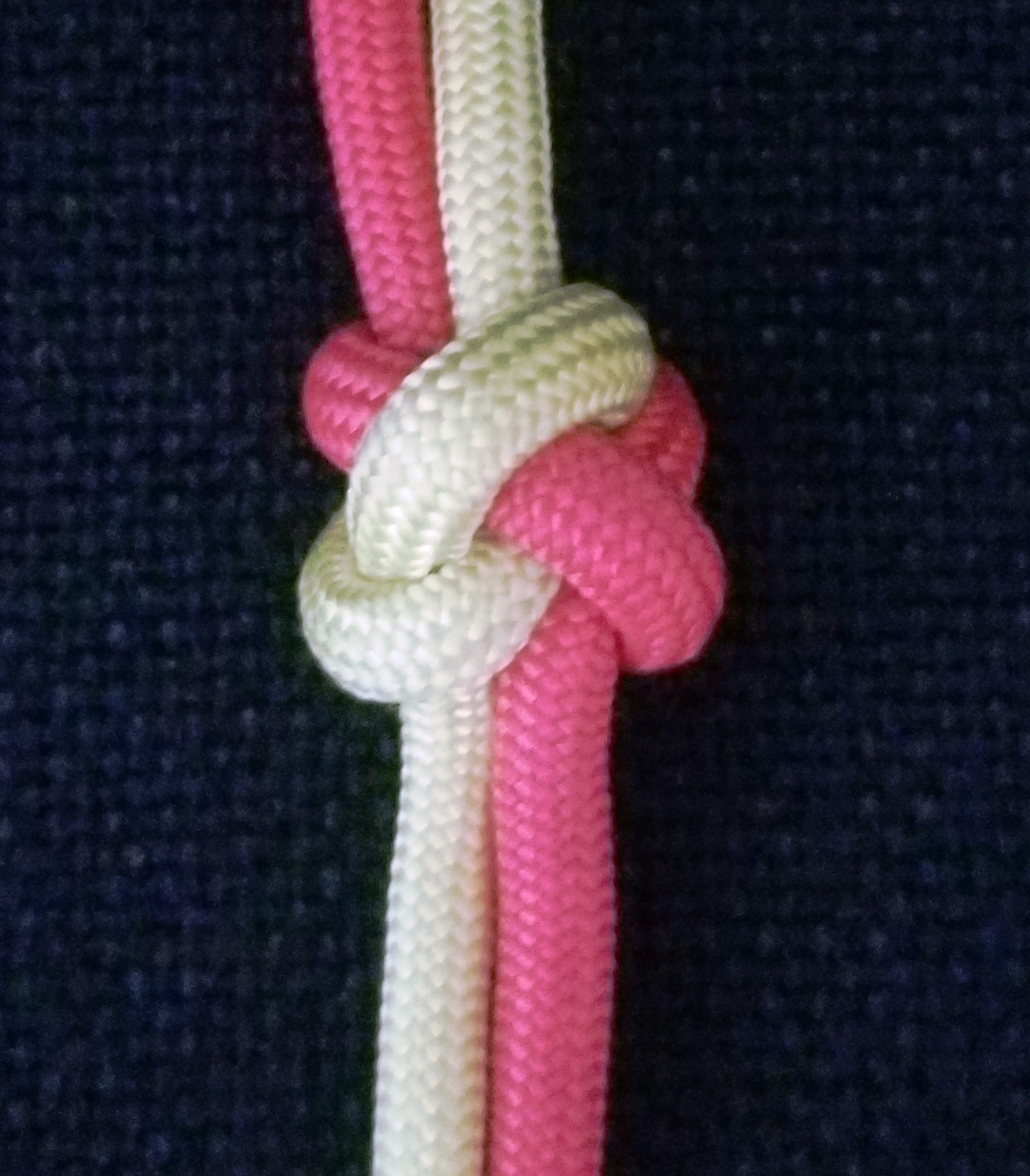
Fußpferdknoten
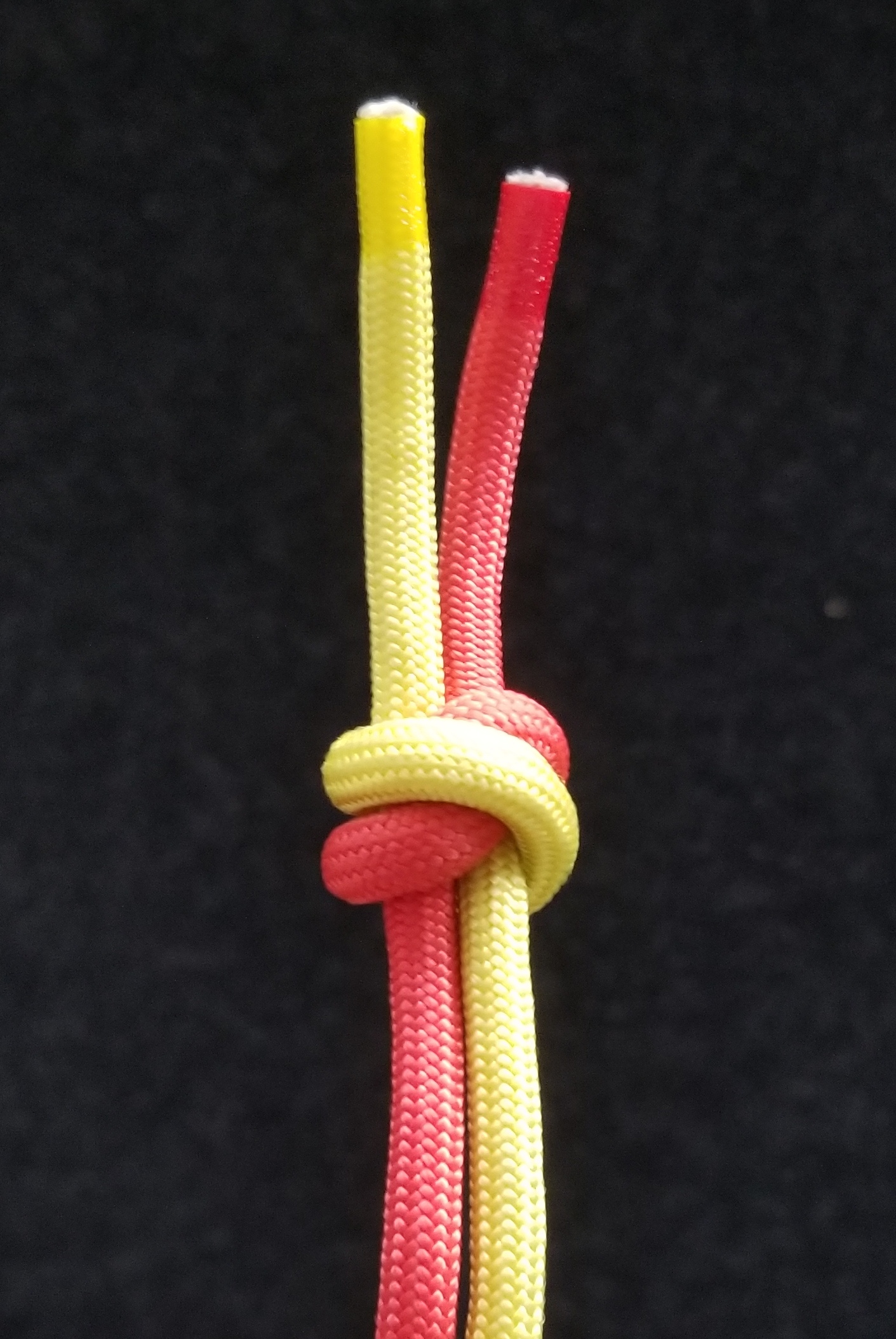
Taljereepsknoten
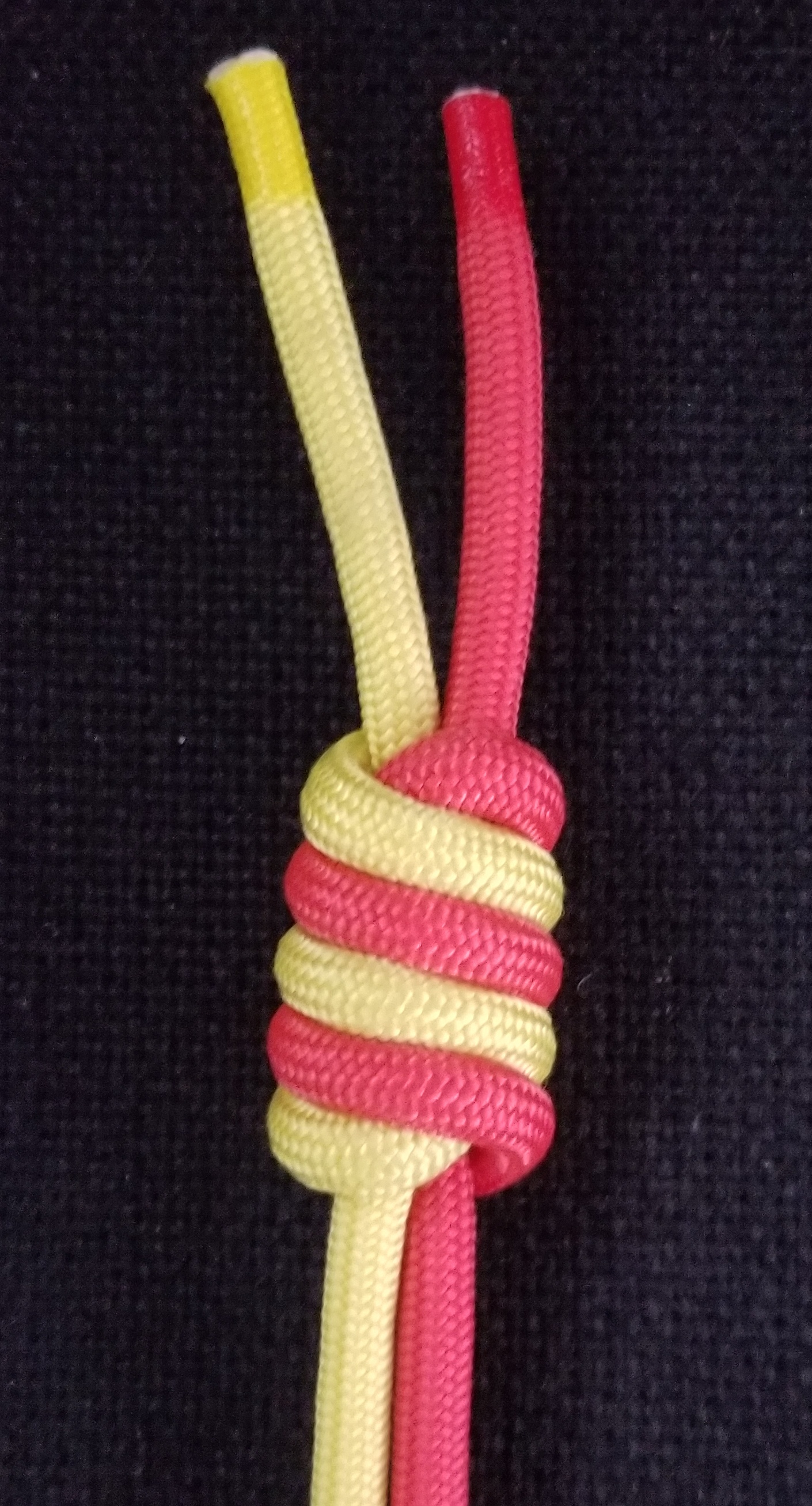
Verlängerter Taljereepsknoten
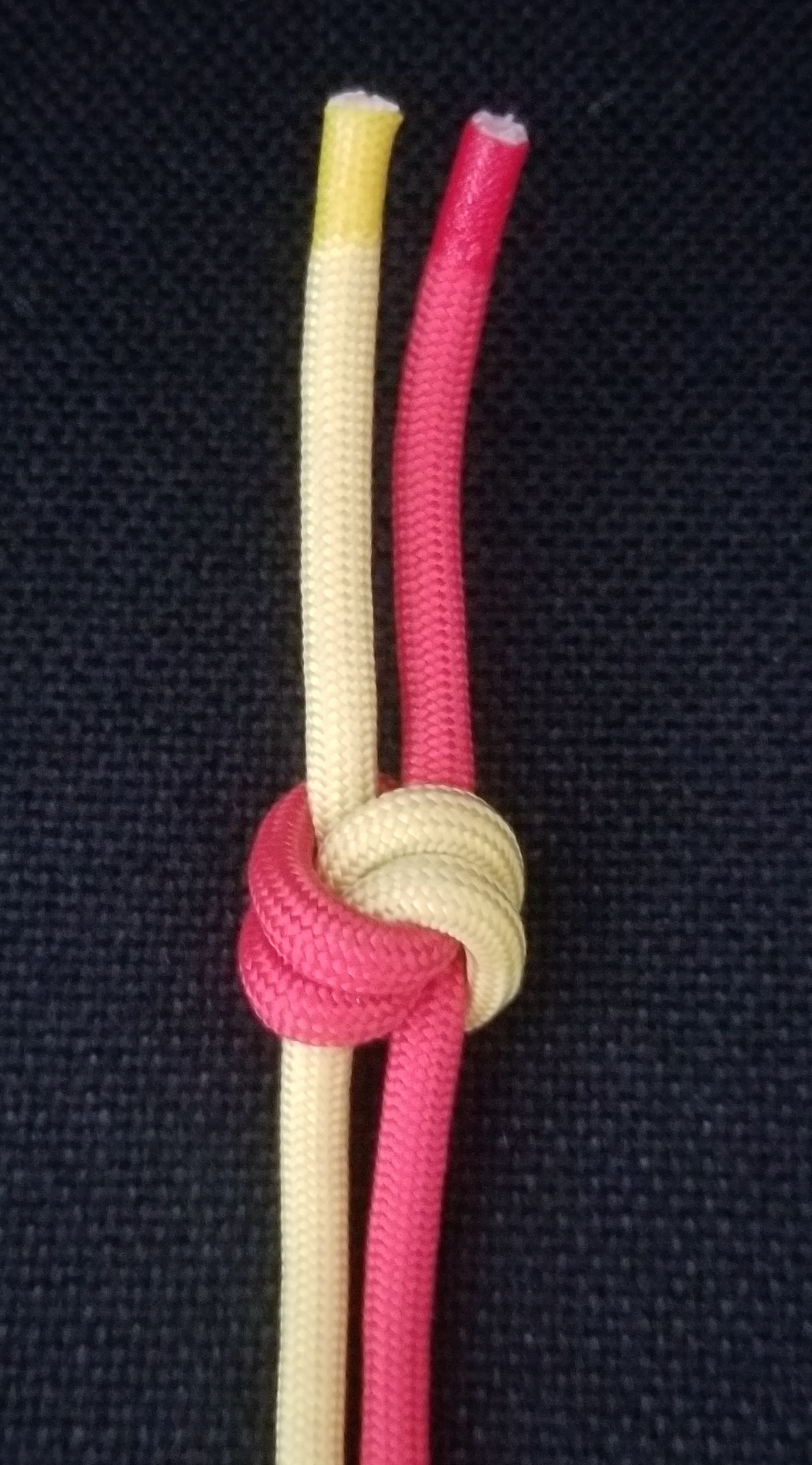
Doppelter Wandknoten
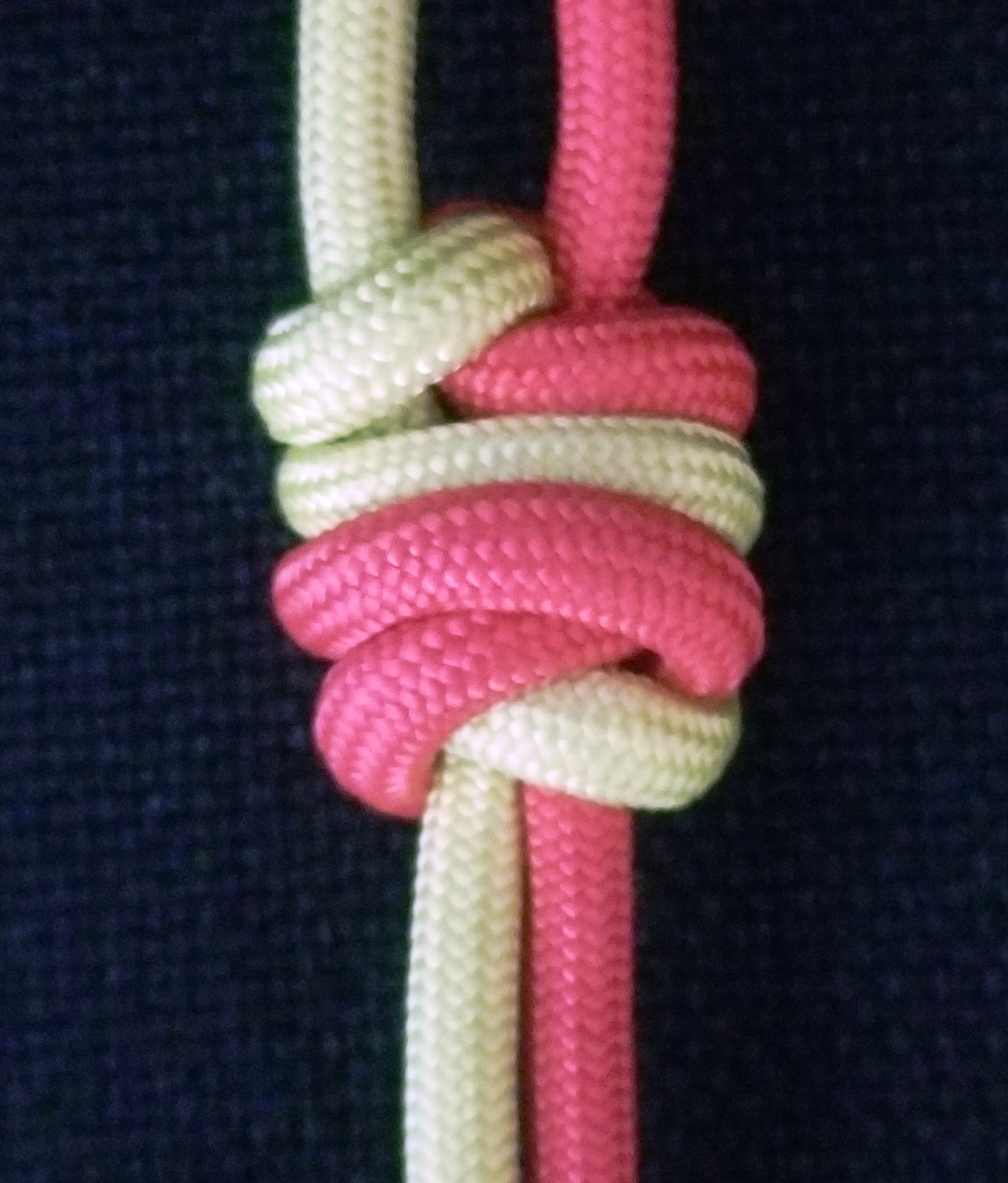
Krone- und Diamantknoten

##### Drei-Strang-Verdickungsknoten

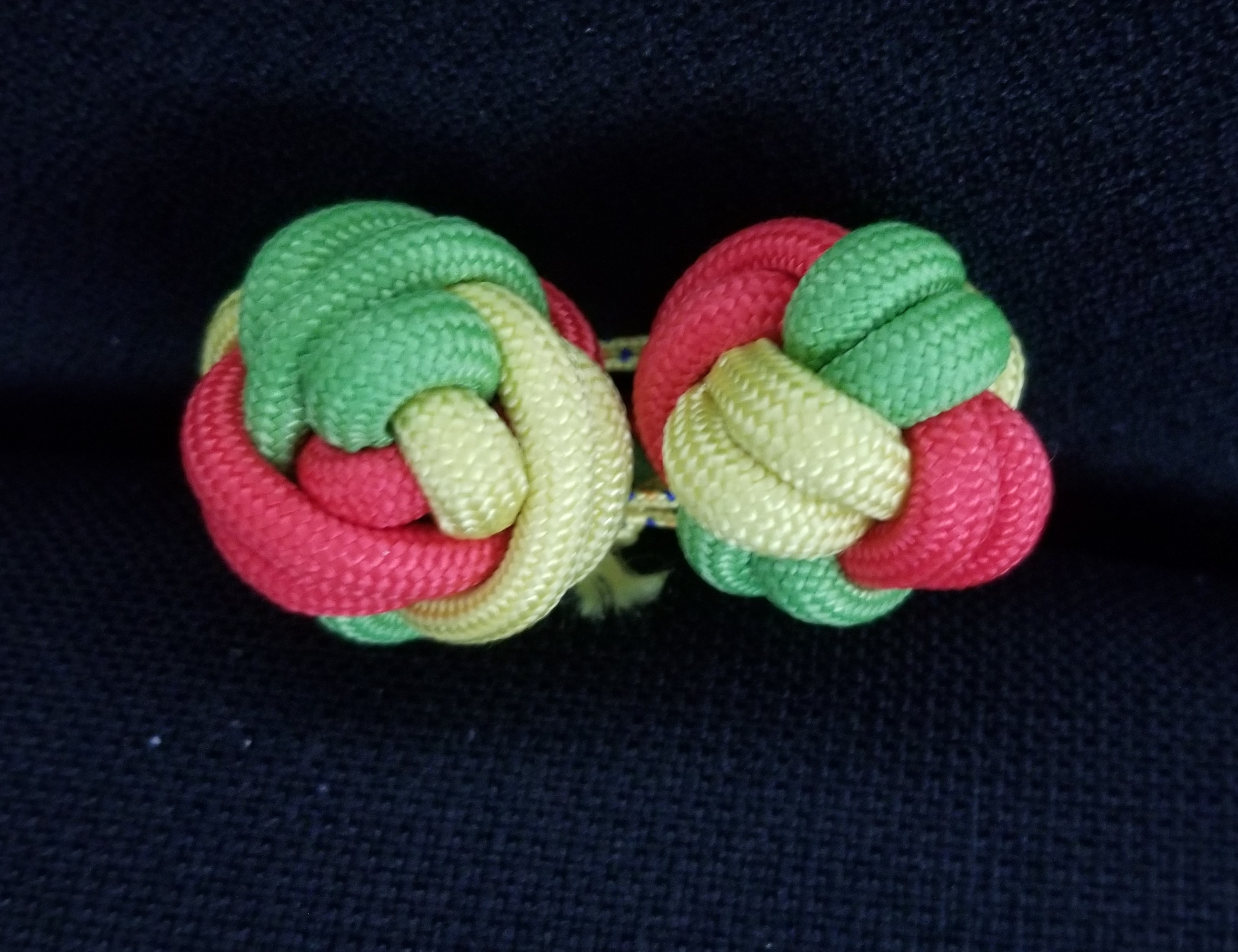
Rosenknoten (links) und Fallreepsknoten (rechts).
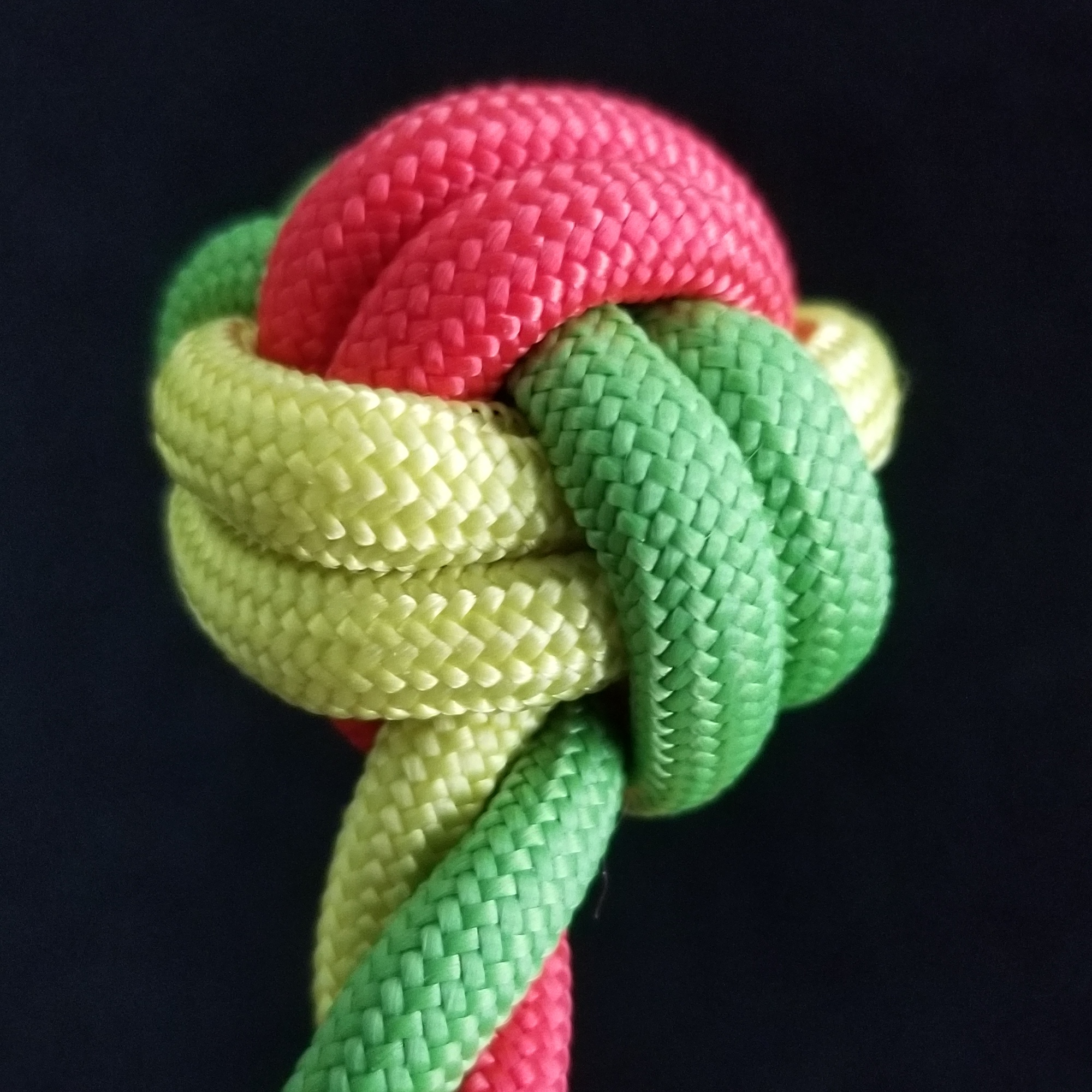
Rosenknoten
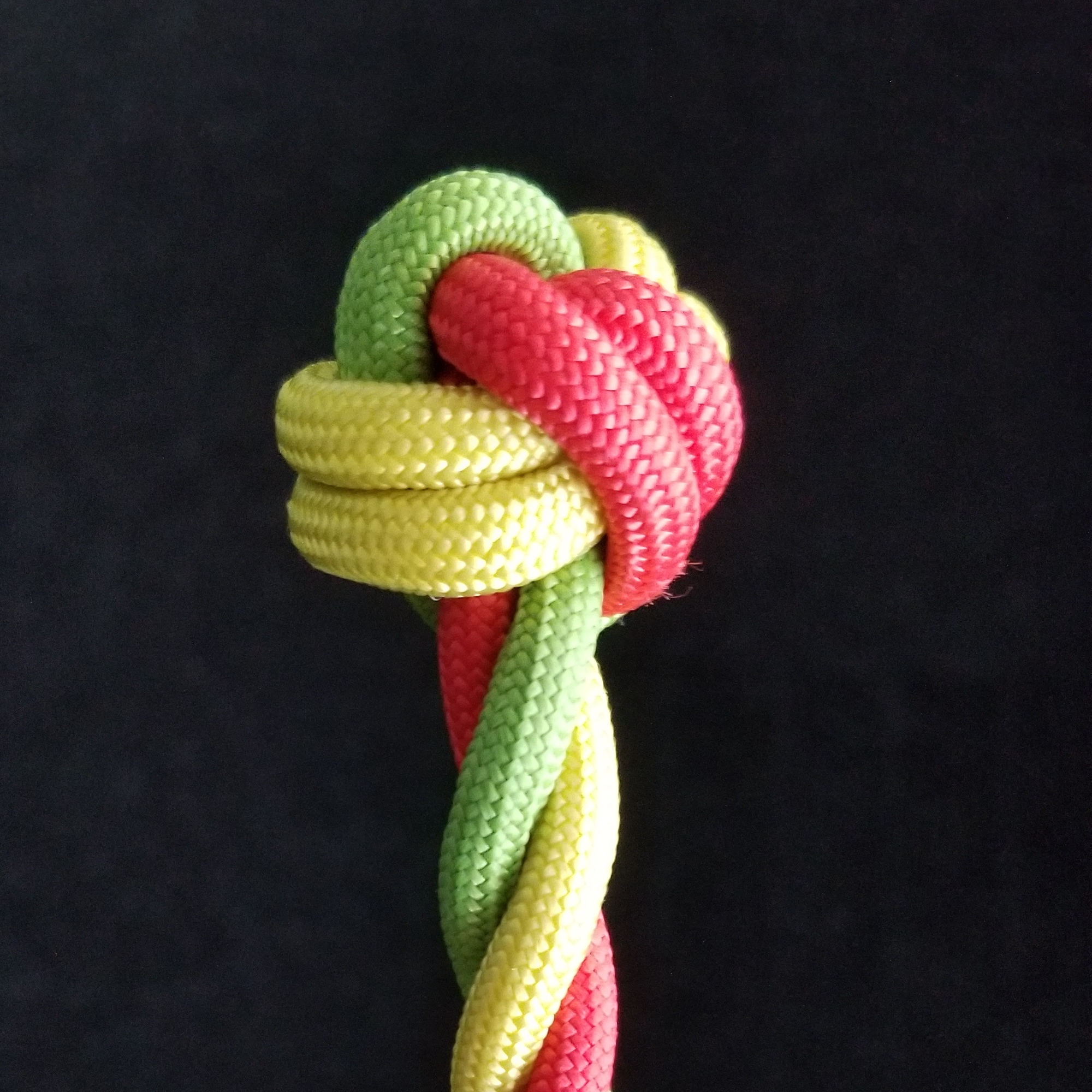
Fallreepsknoten
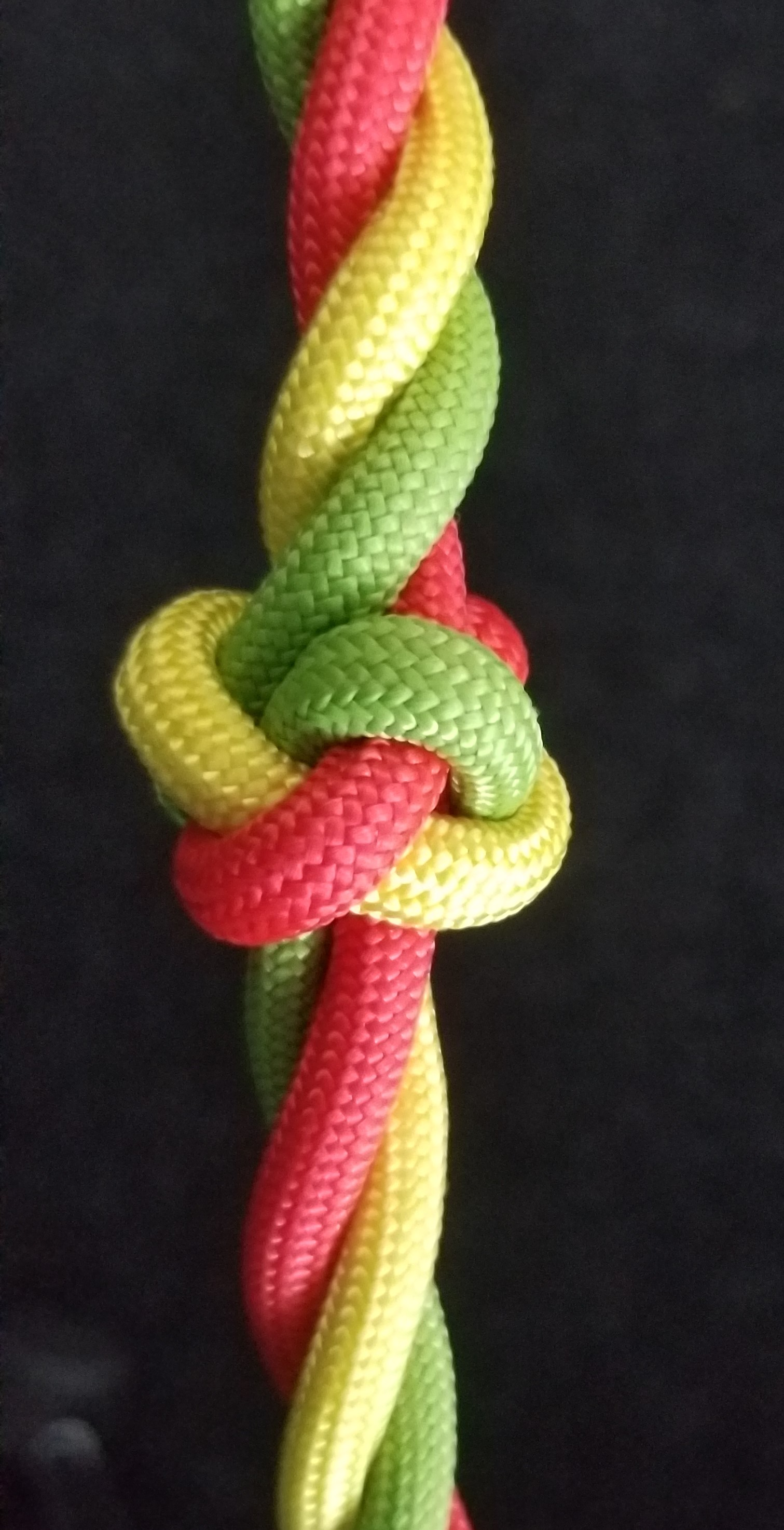
Diamantknoten
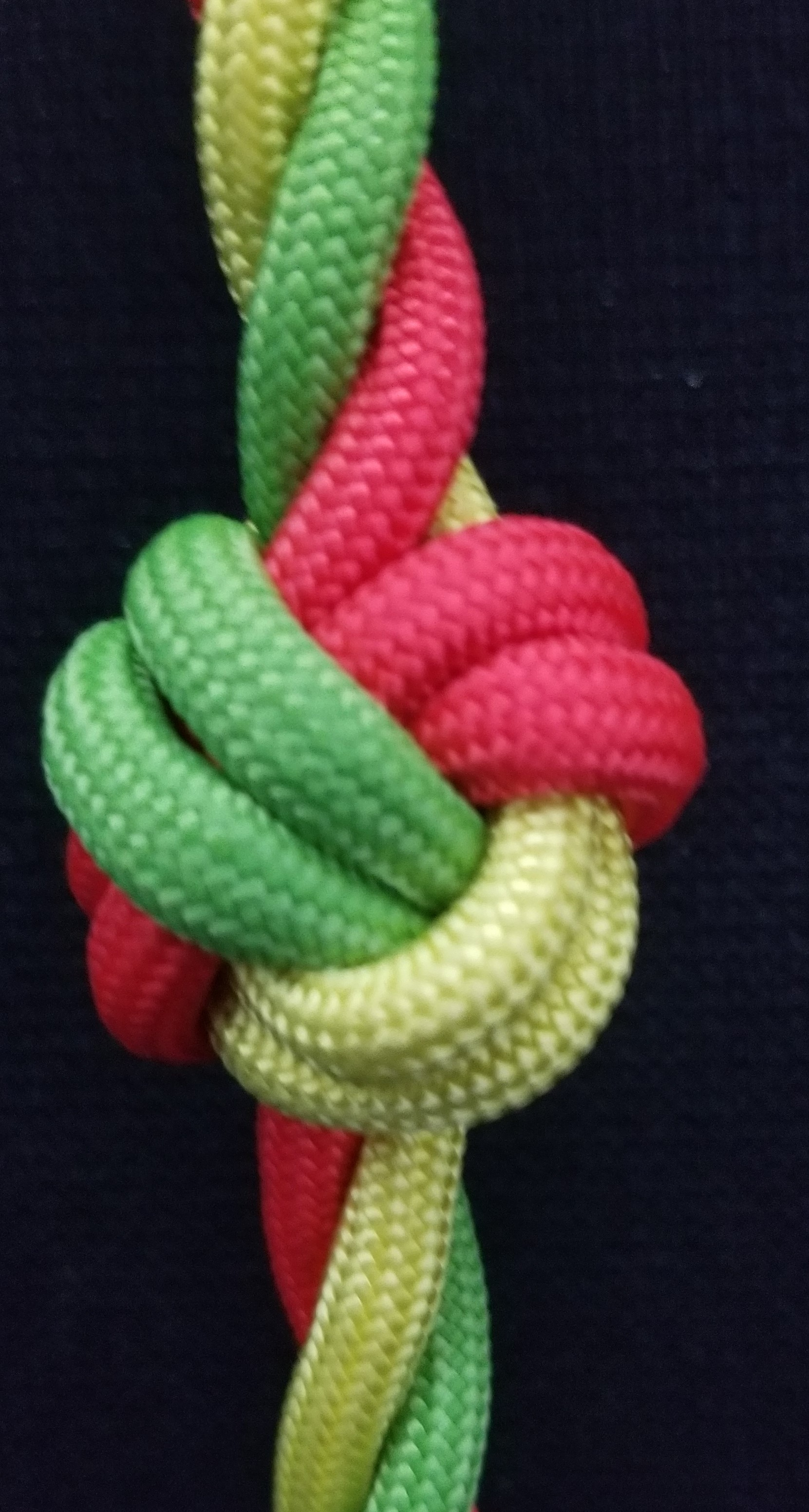
Doppelter Diamantknoten
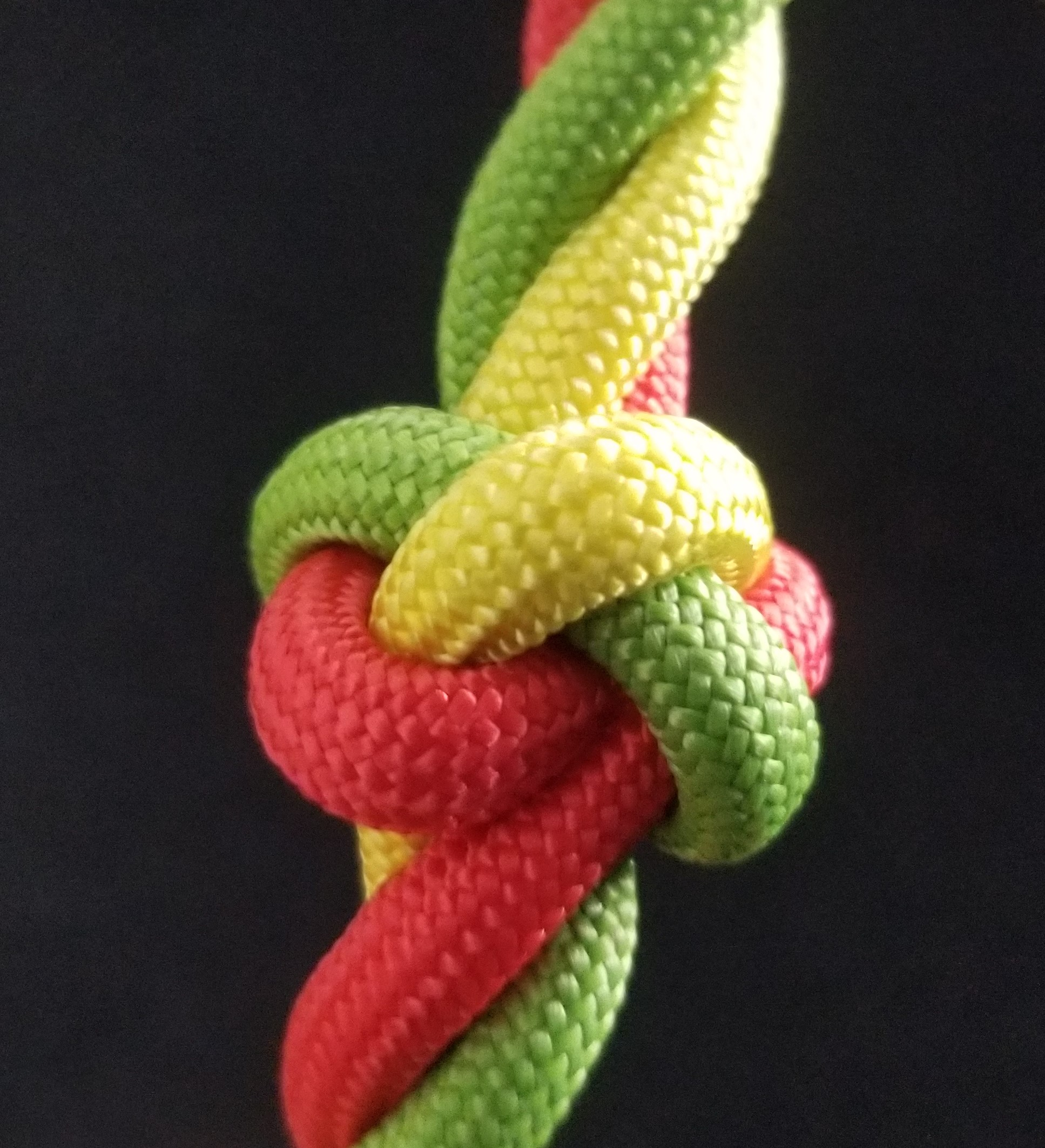
Einfacher Fußpferdknoten
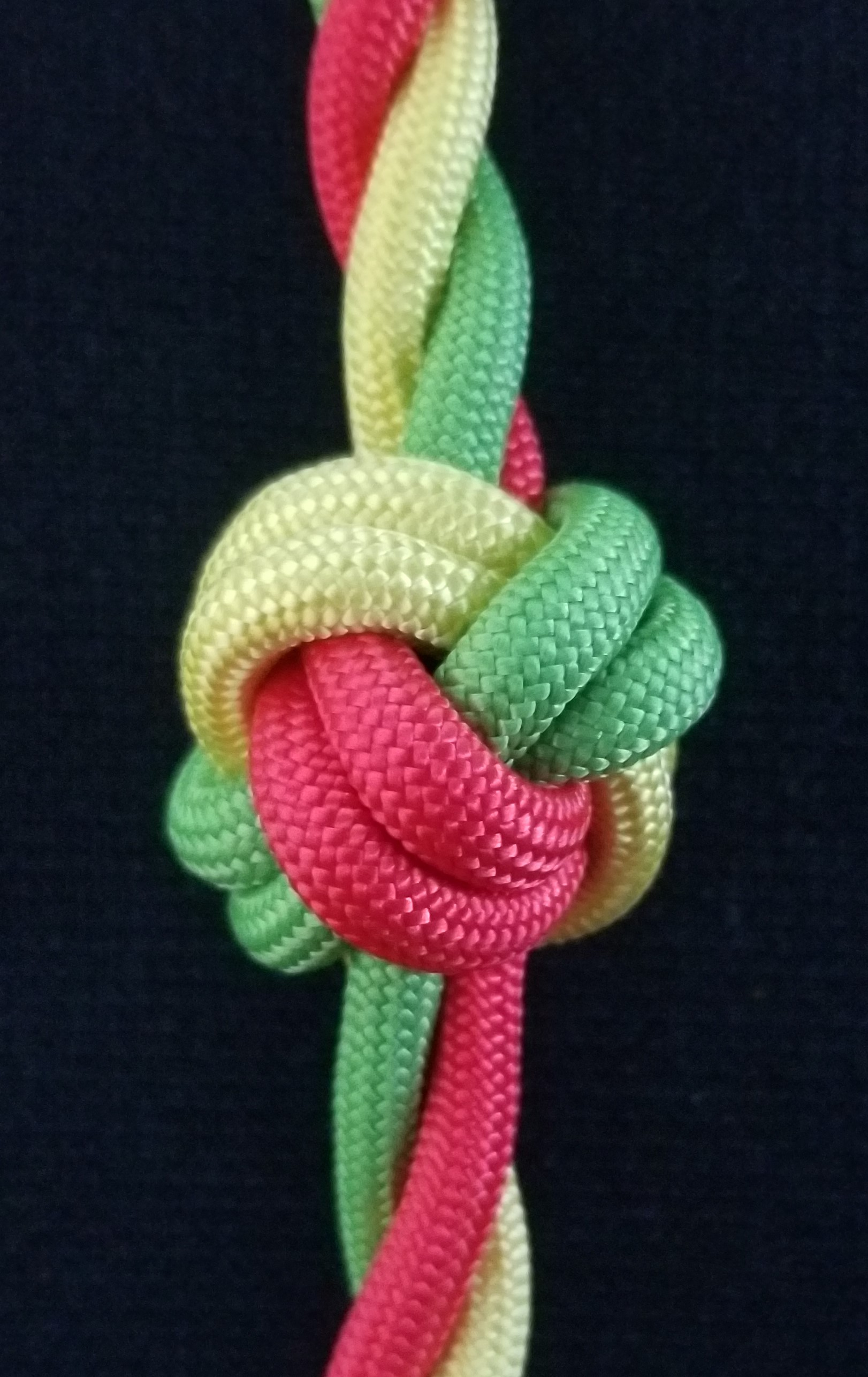
Doppelter Fußpferdknoten
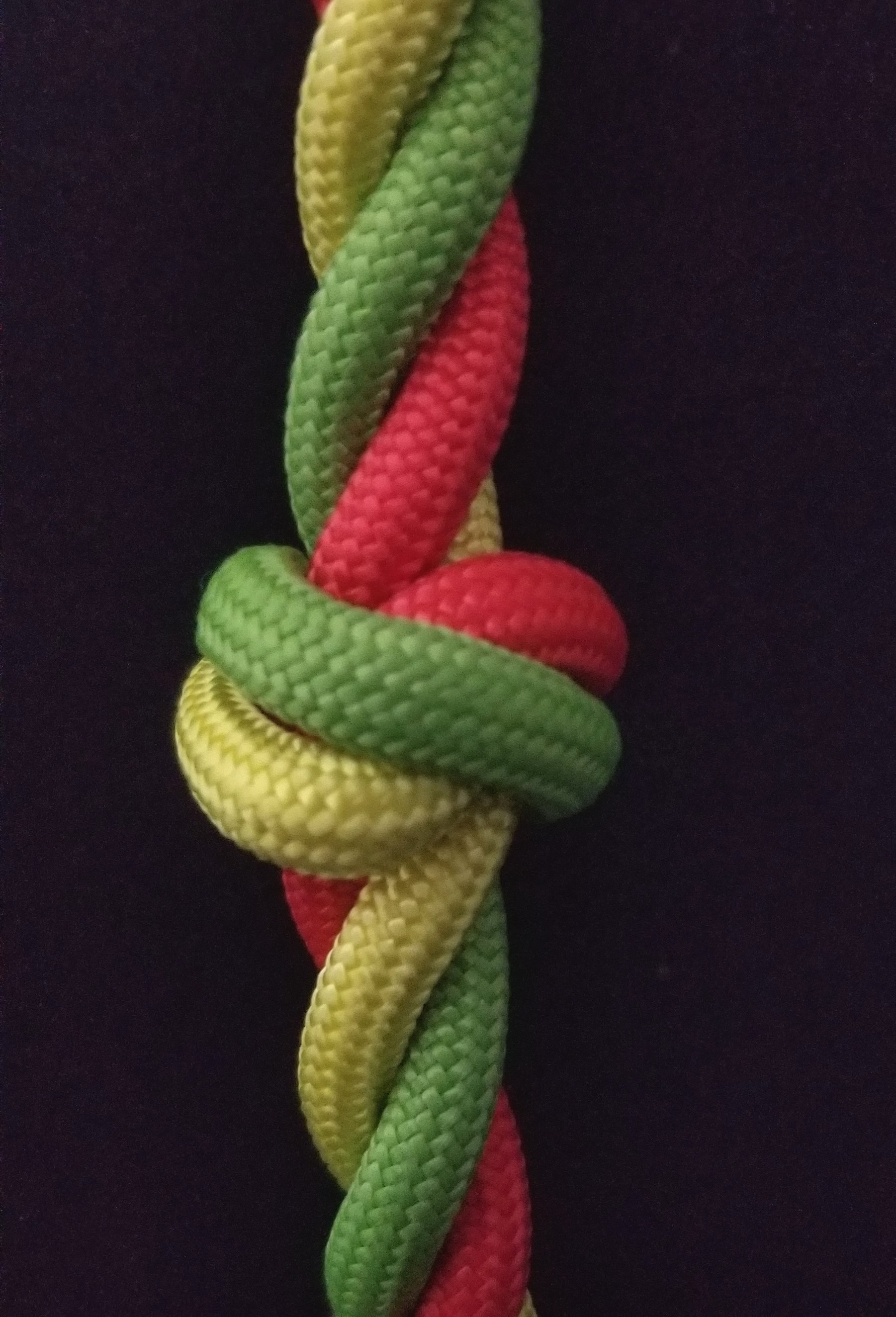
Einfacher Taljereepsknoten
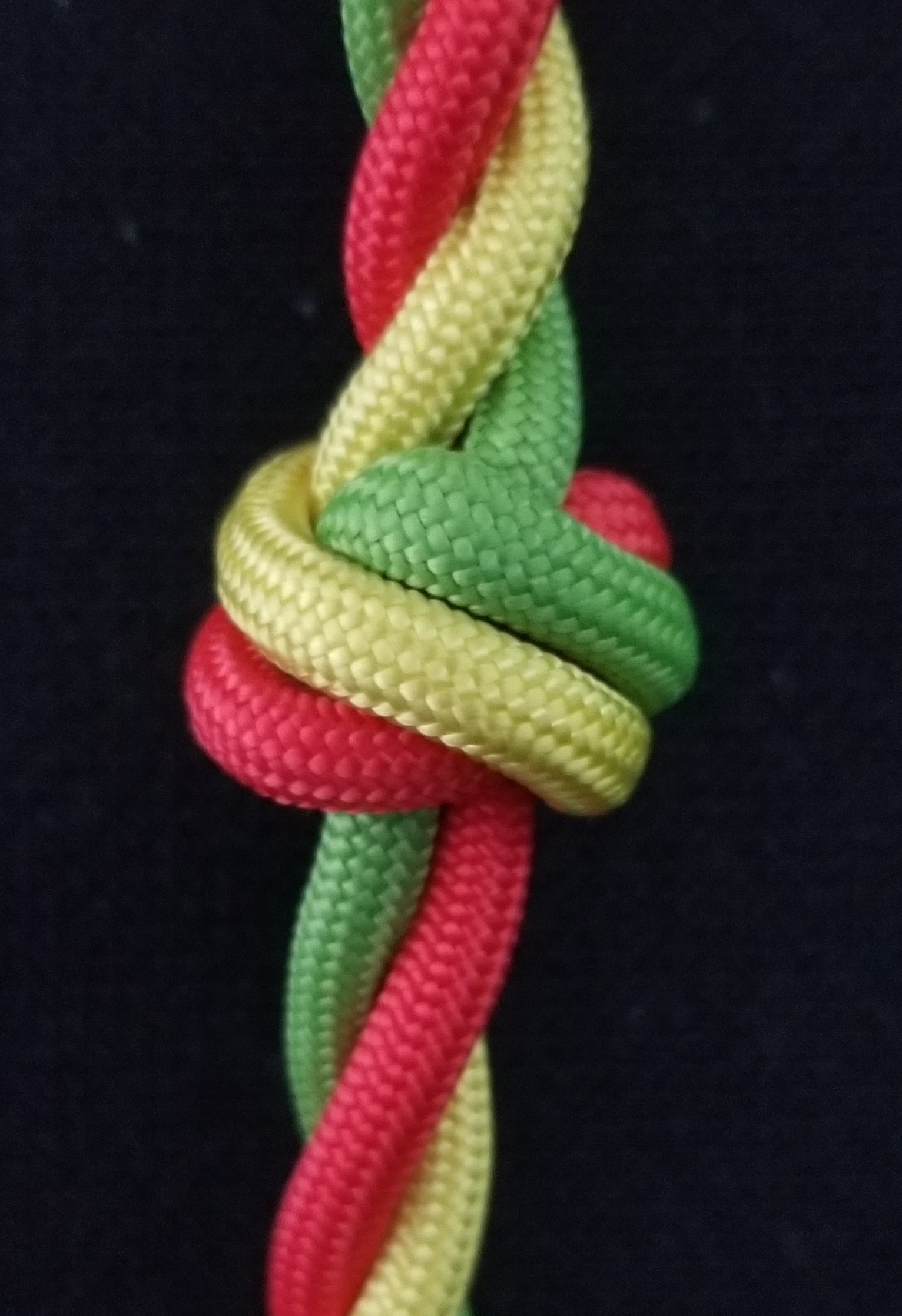
Doppelter Matthew Walker Knoten
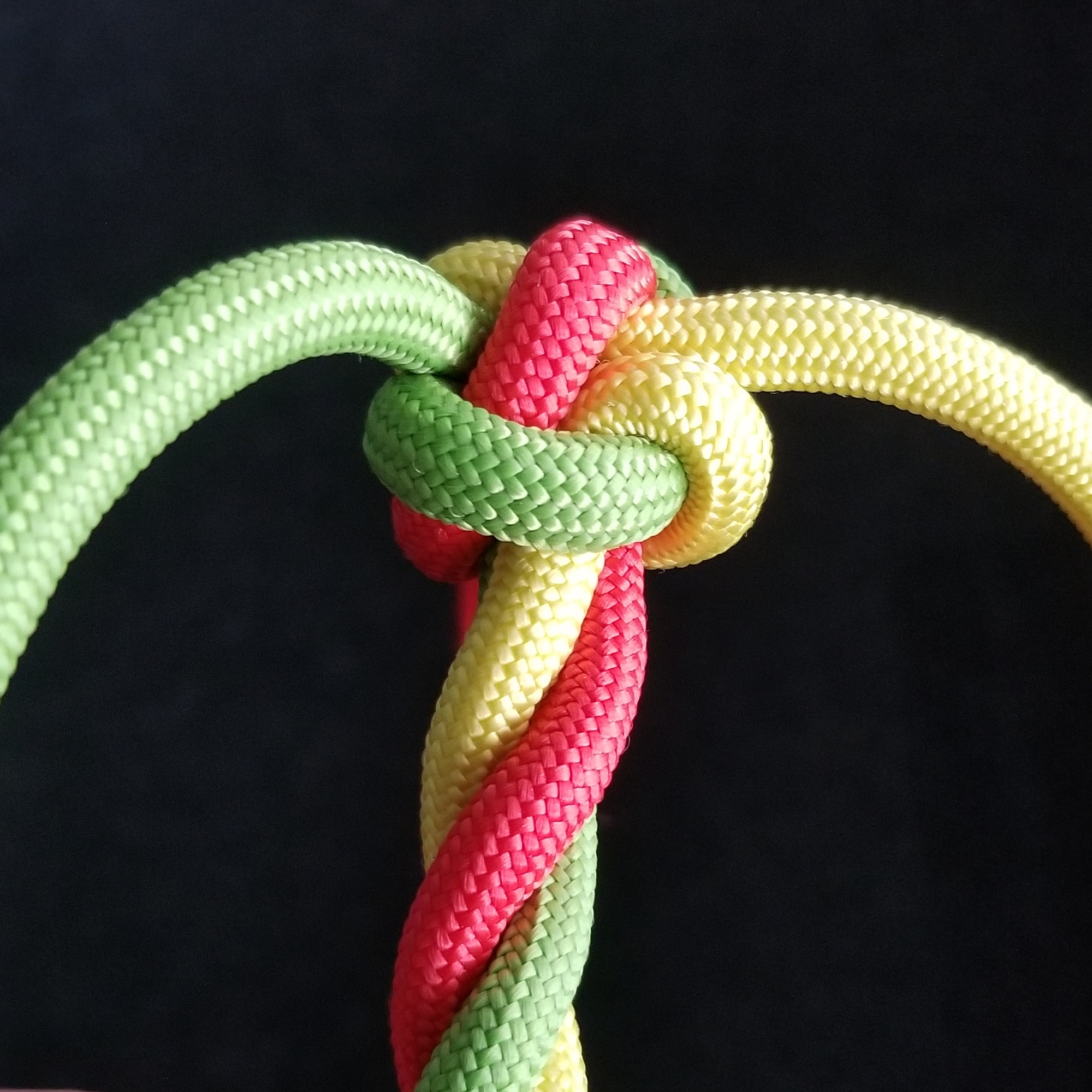
Walknoten

##### Vier-Strang-Verdickungsknoten

Fallreepsknoten
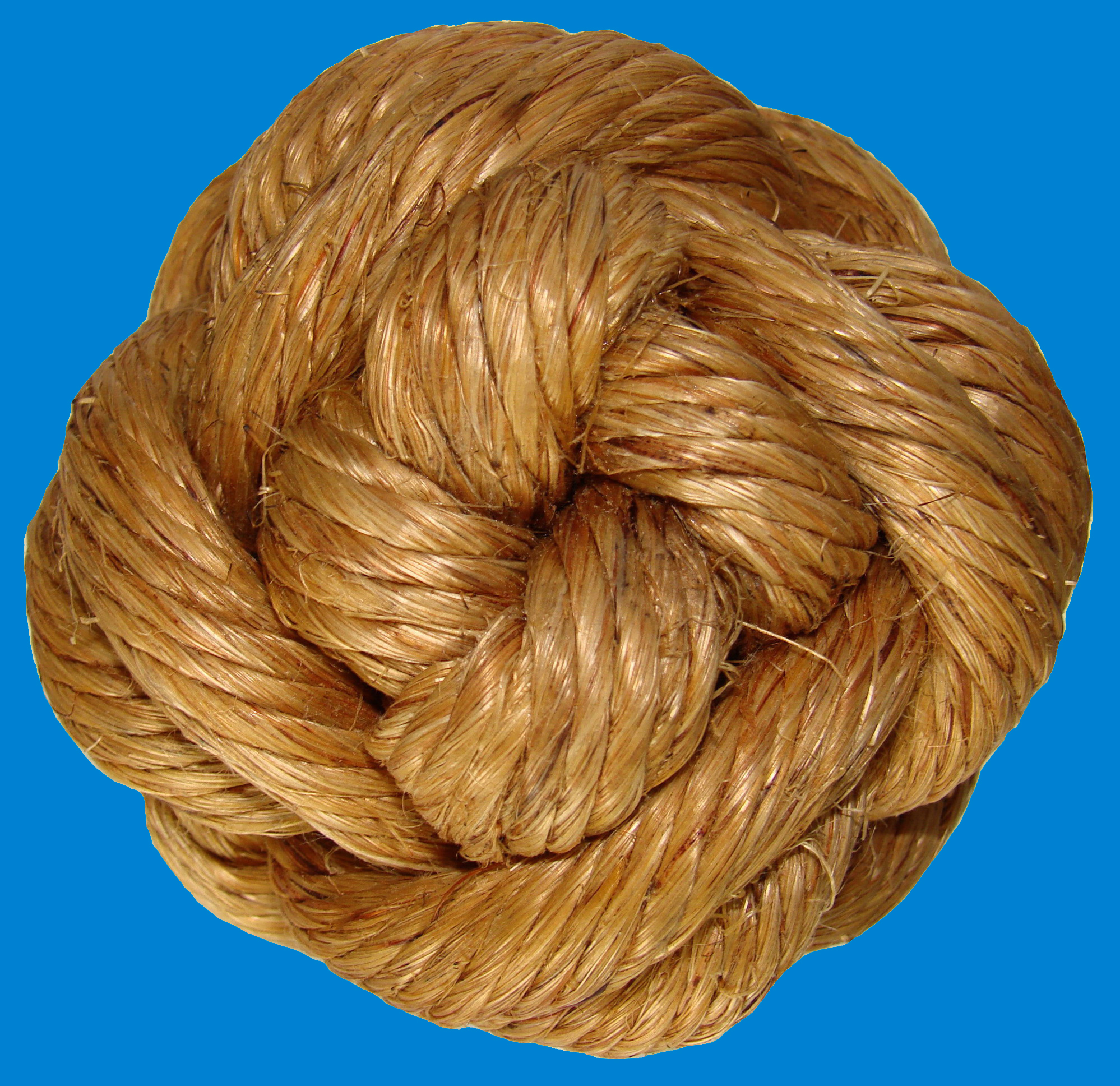
Rosenknoten am Tauende
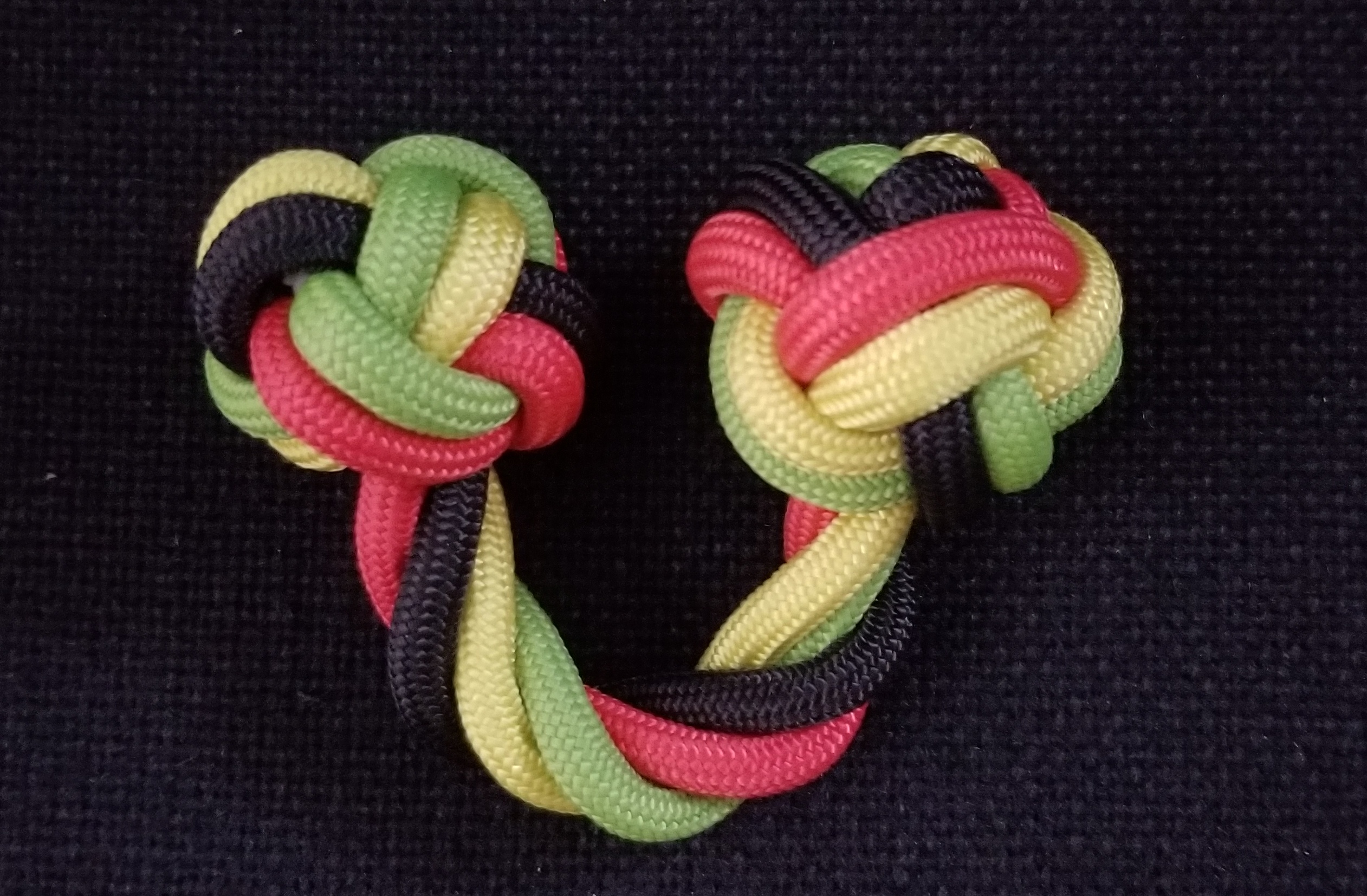
Größenvergleich Fallreepsknoten (links) und Rosenknoten (rechts)
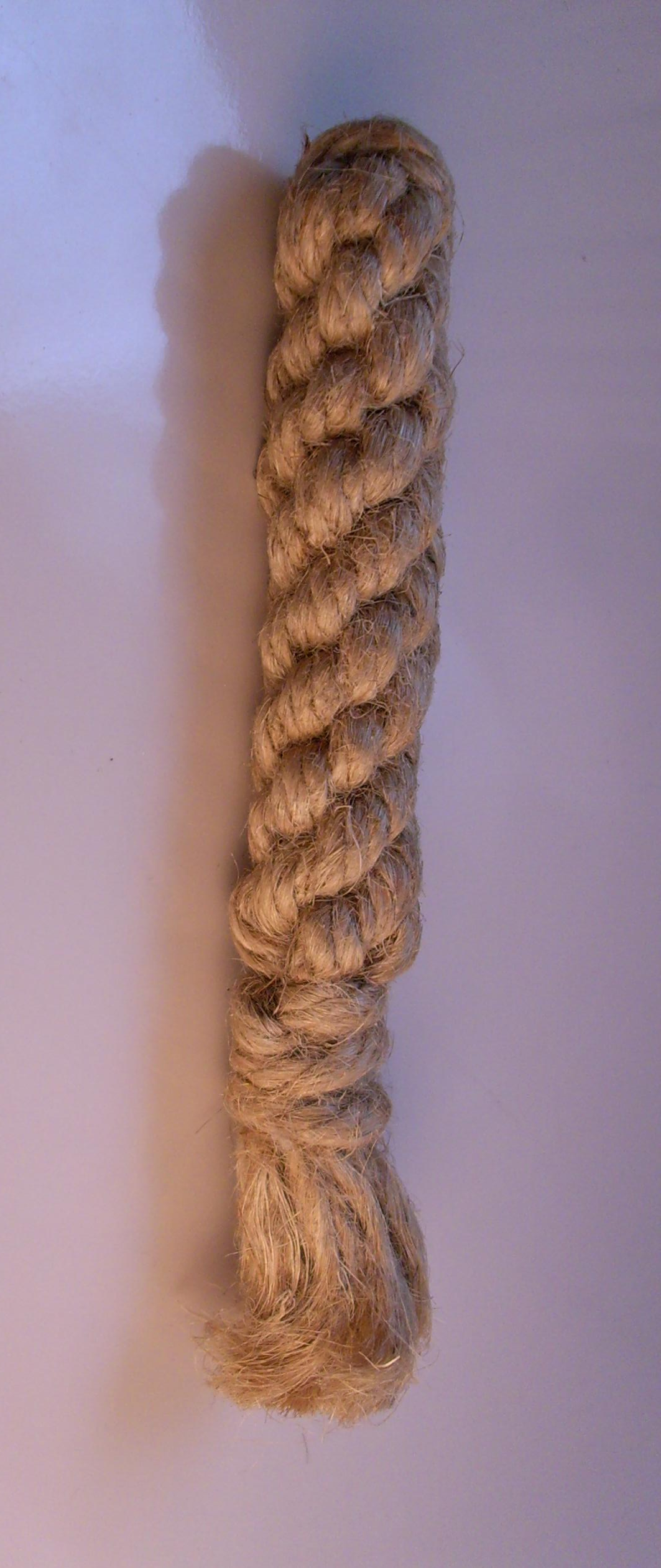
Endspleiß (hier: Spanischer Takling)
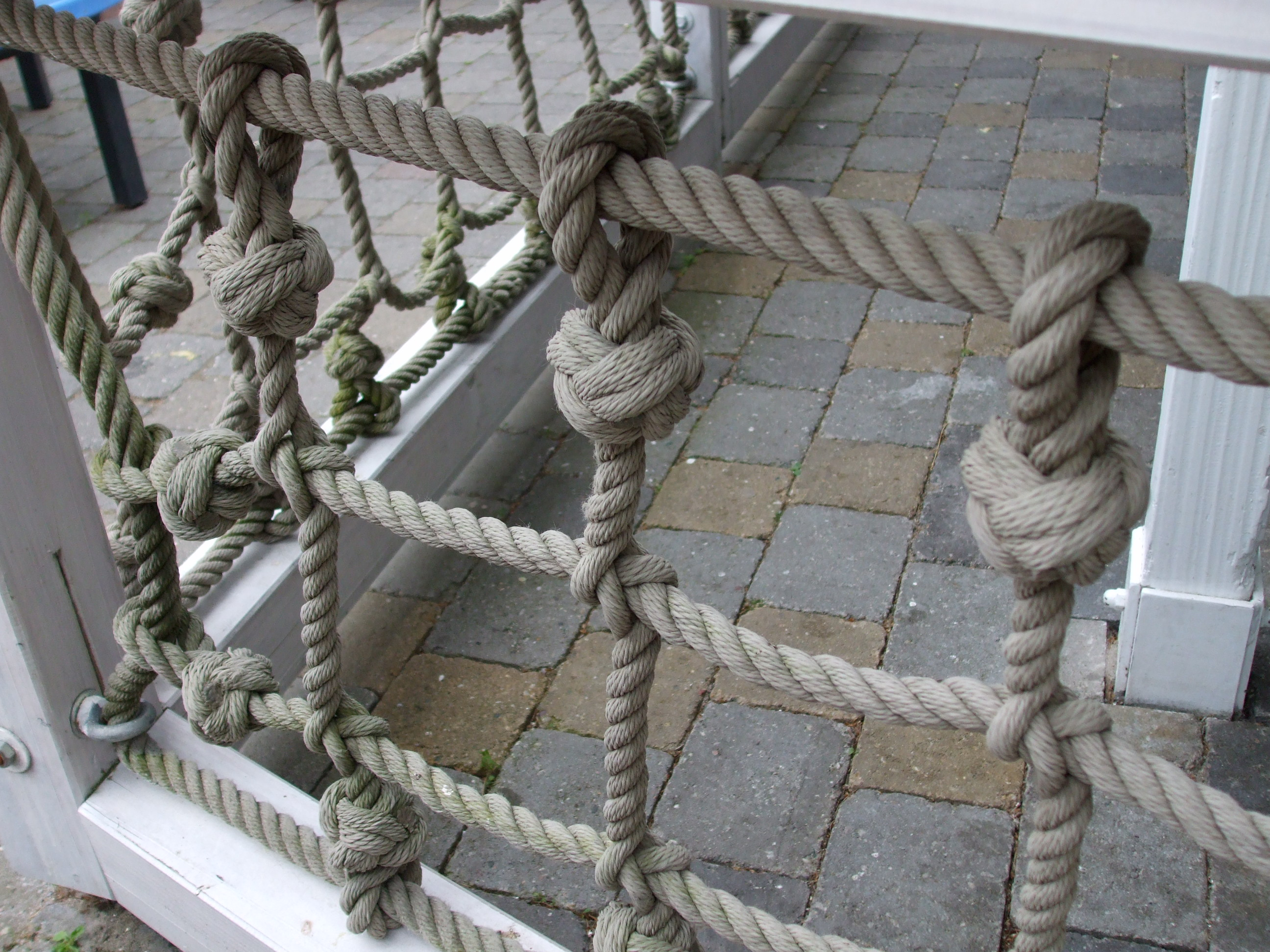
Stehender Türkenbund

### Stopperknoten in der Mitte einer Leine (Taljereepsknoten)
Sind Stopperknoten, die sich in einer Bucht oder mitten im Tauwerk befinden.

#### Ein-Strang-Verdickungsknoten

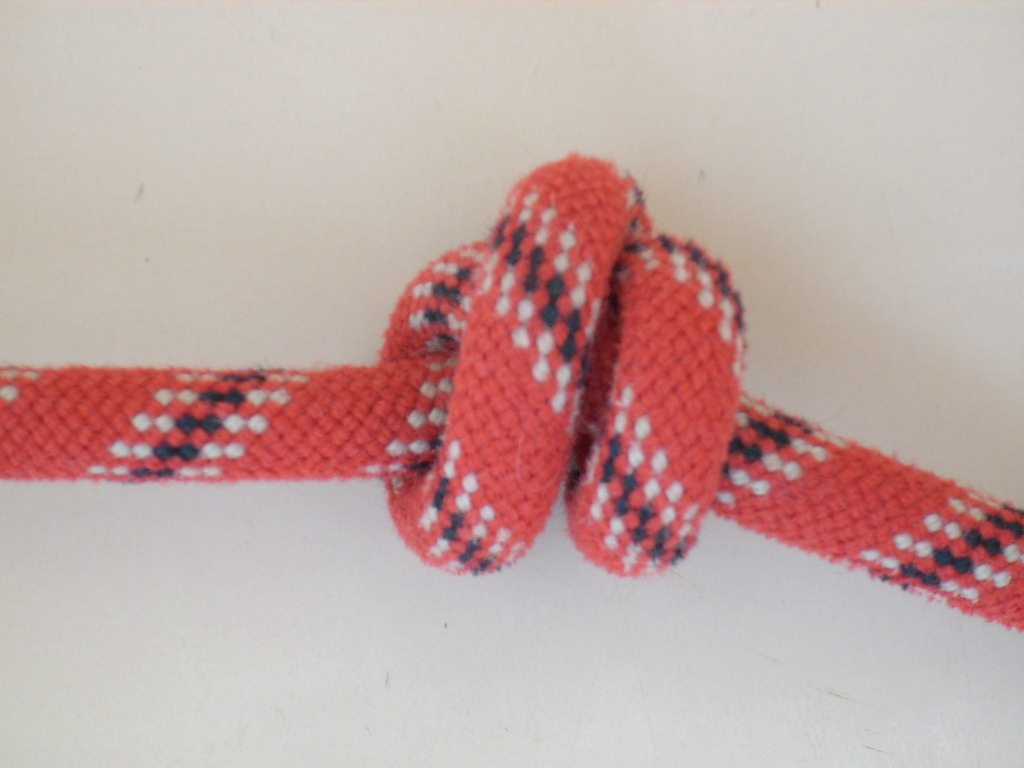
Doppelter Überhandknoten
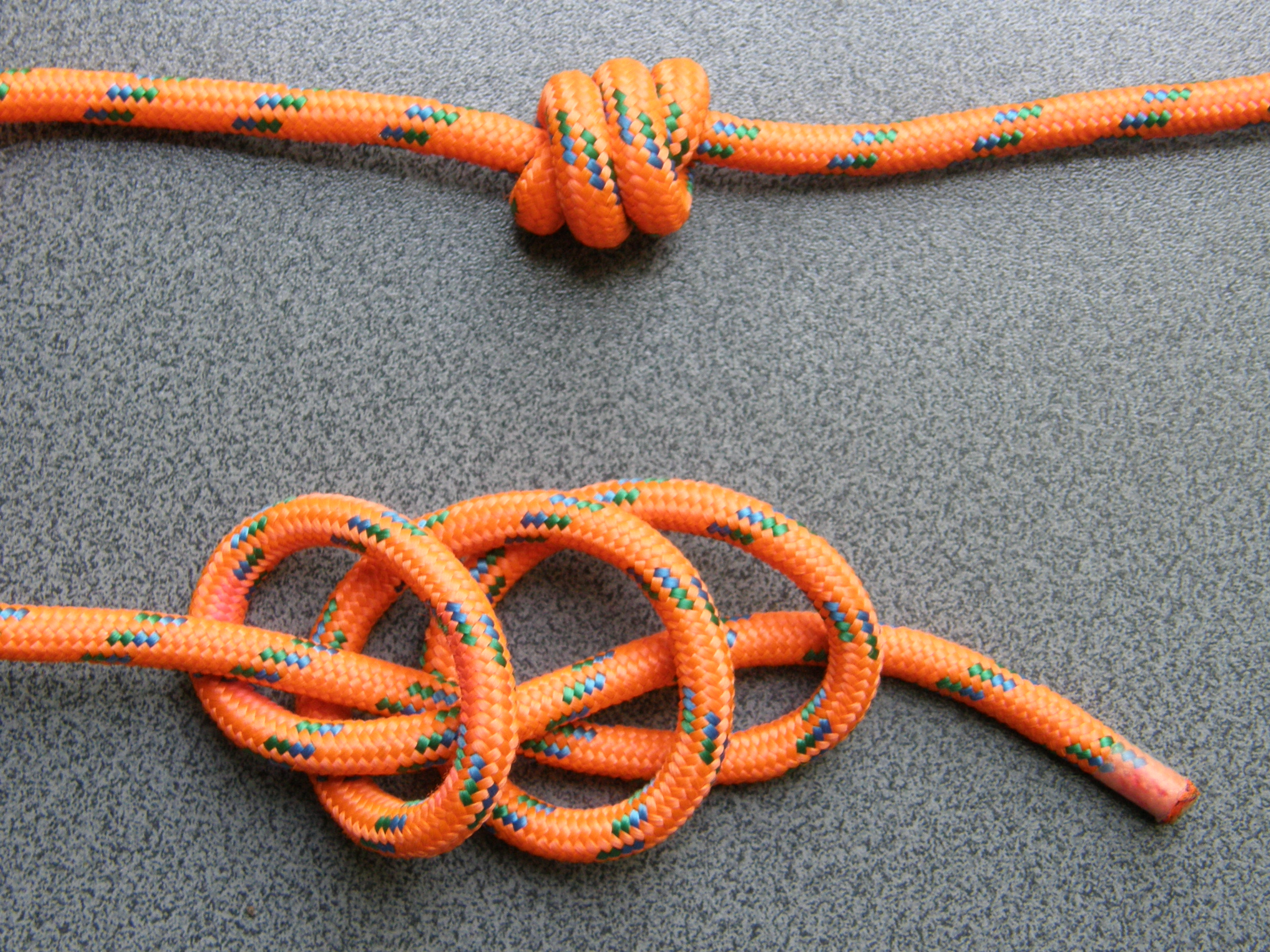
Franziskanerknoten (auch Dreifacher Überhandknoten)

#### Mehrfach-Strang-Verdickungsknoten

##### Zwei-Strang-Verdickungsknoten
- Diamantknoten

##### Drei-Strang-Verdickungsknoten

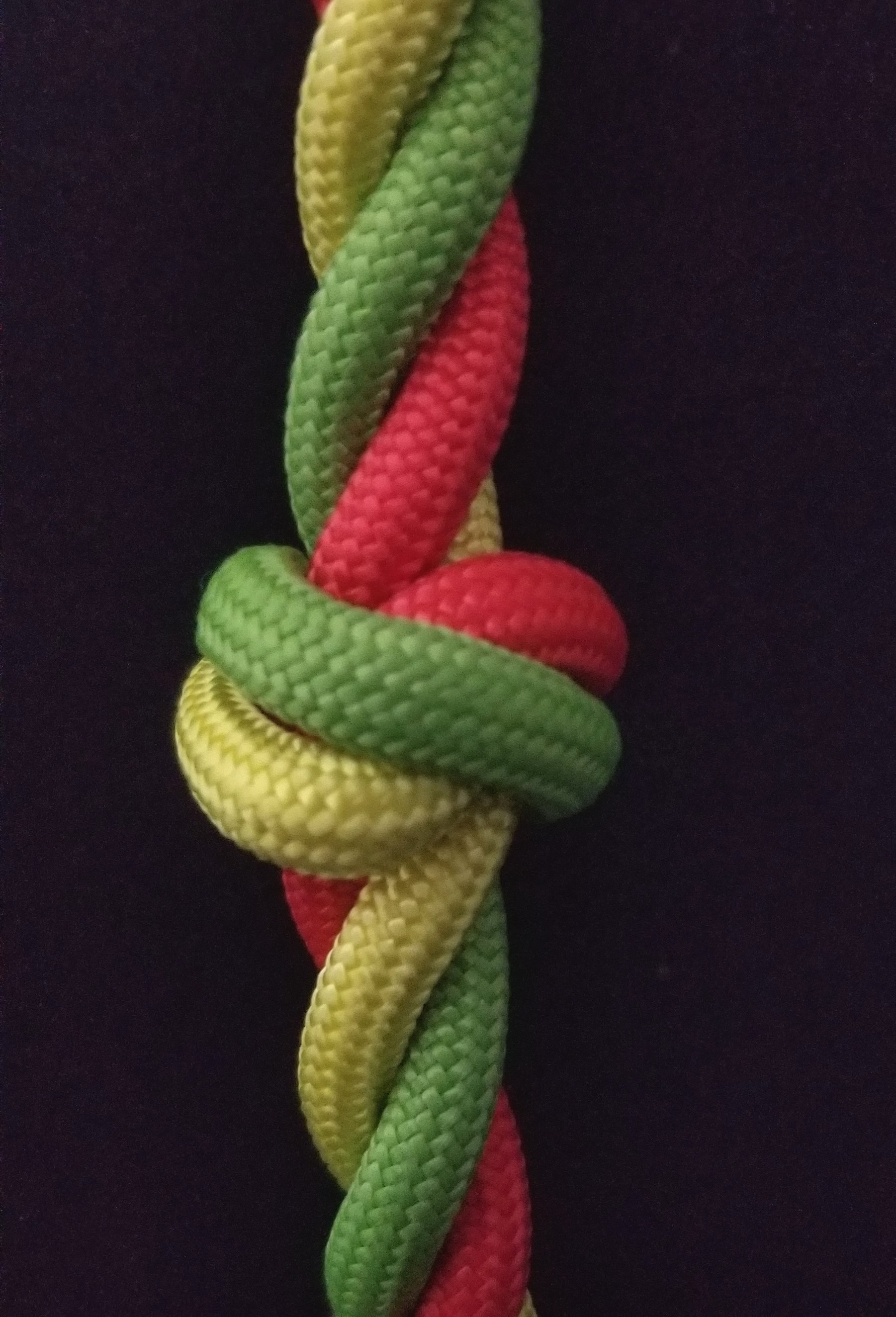
Einfacher Taljereepsknoten oder „Matthew Walker Knoten“
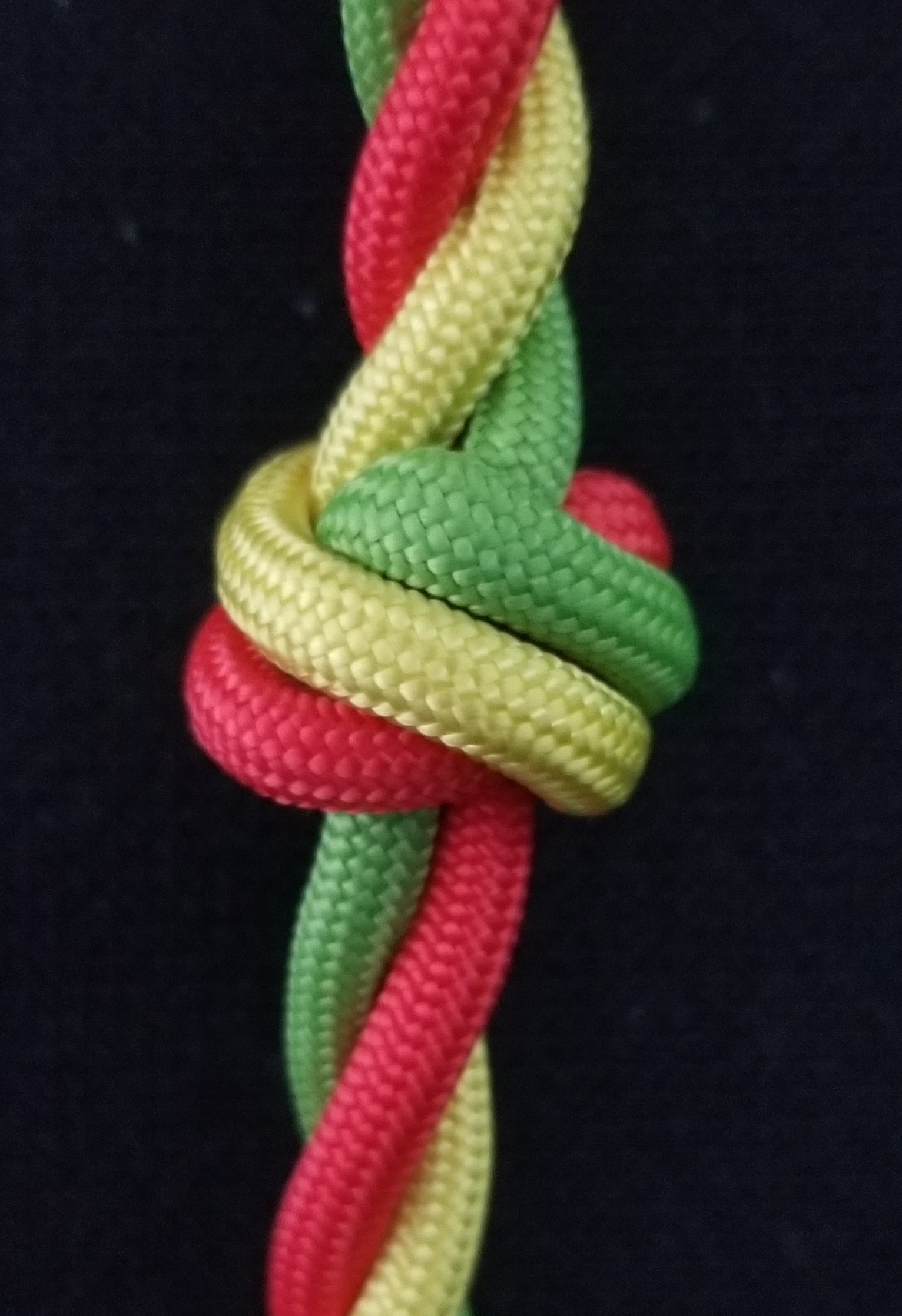
Doppelter Matthew Walker Knoten

##### Vier-Strang-Verdickungsknoten

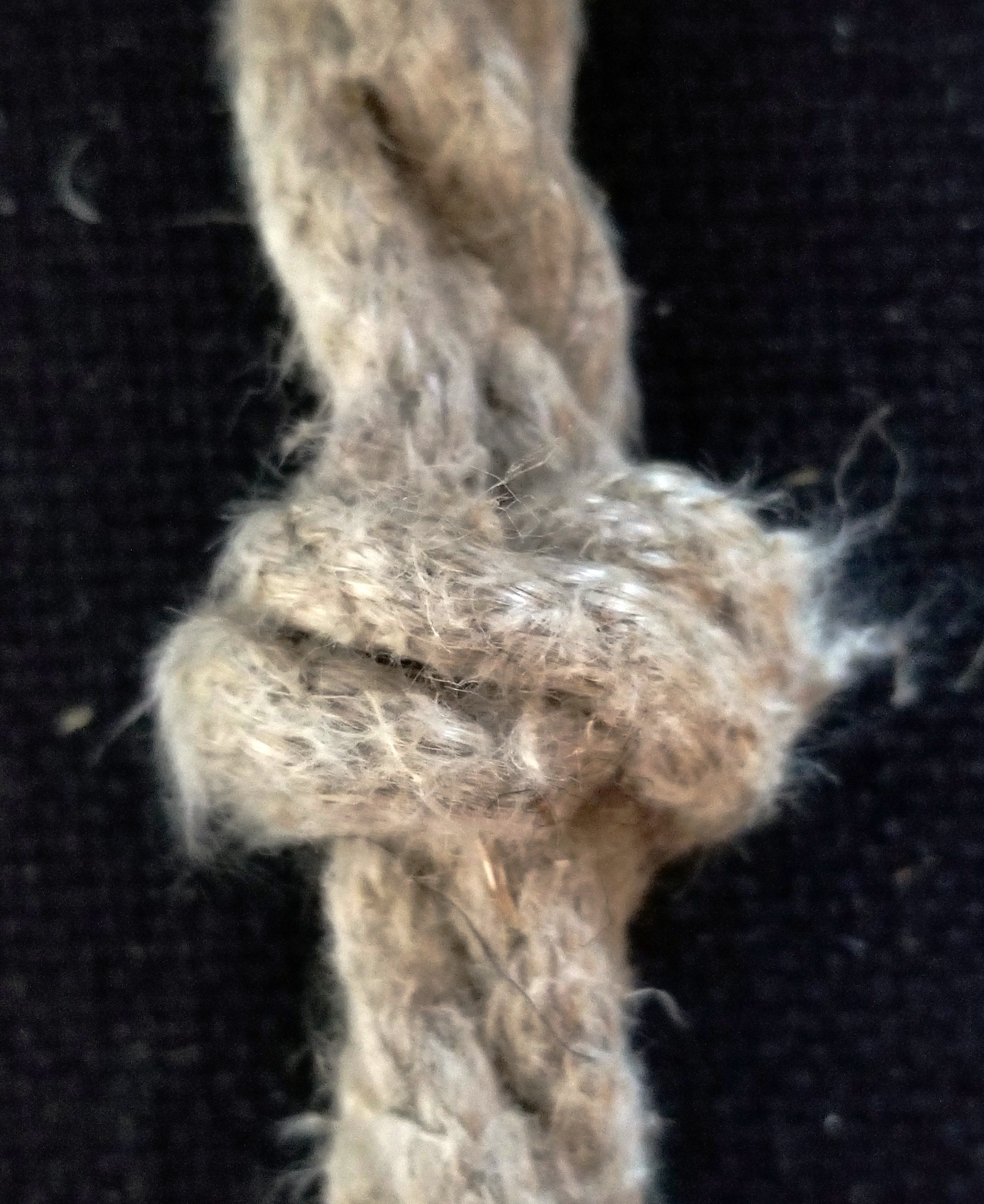
Einfacher Taljereepsknoten oder „Einfacher Matthew Walker Knoten“
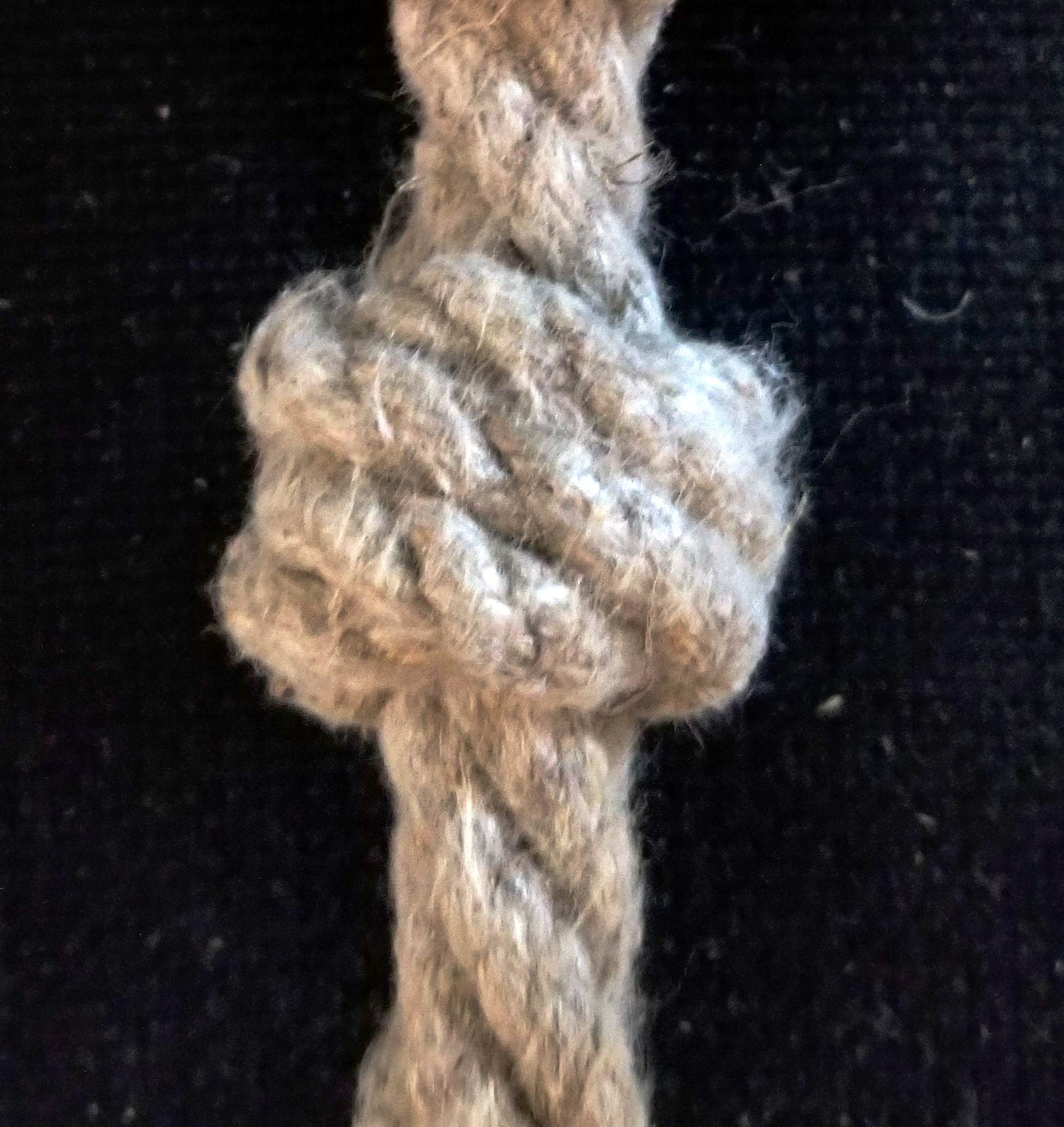
Doppelter Matthew Walker Knoten
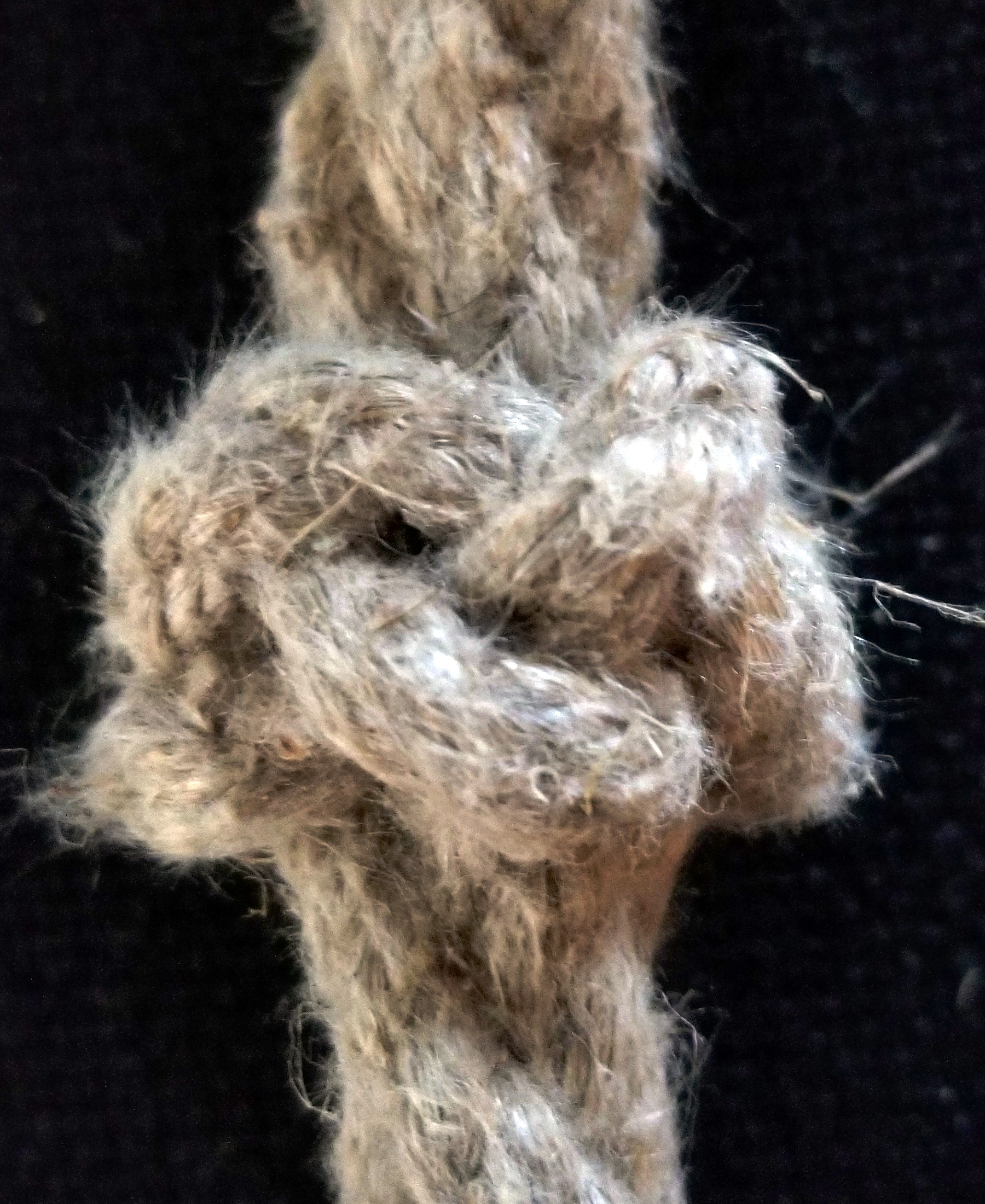
Einfacher Fußpferdknoten
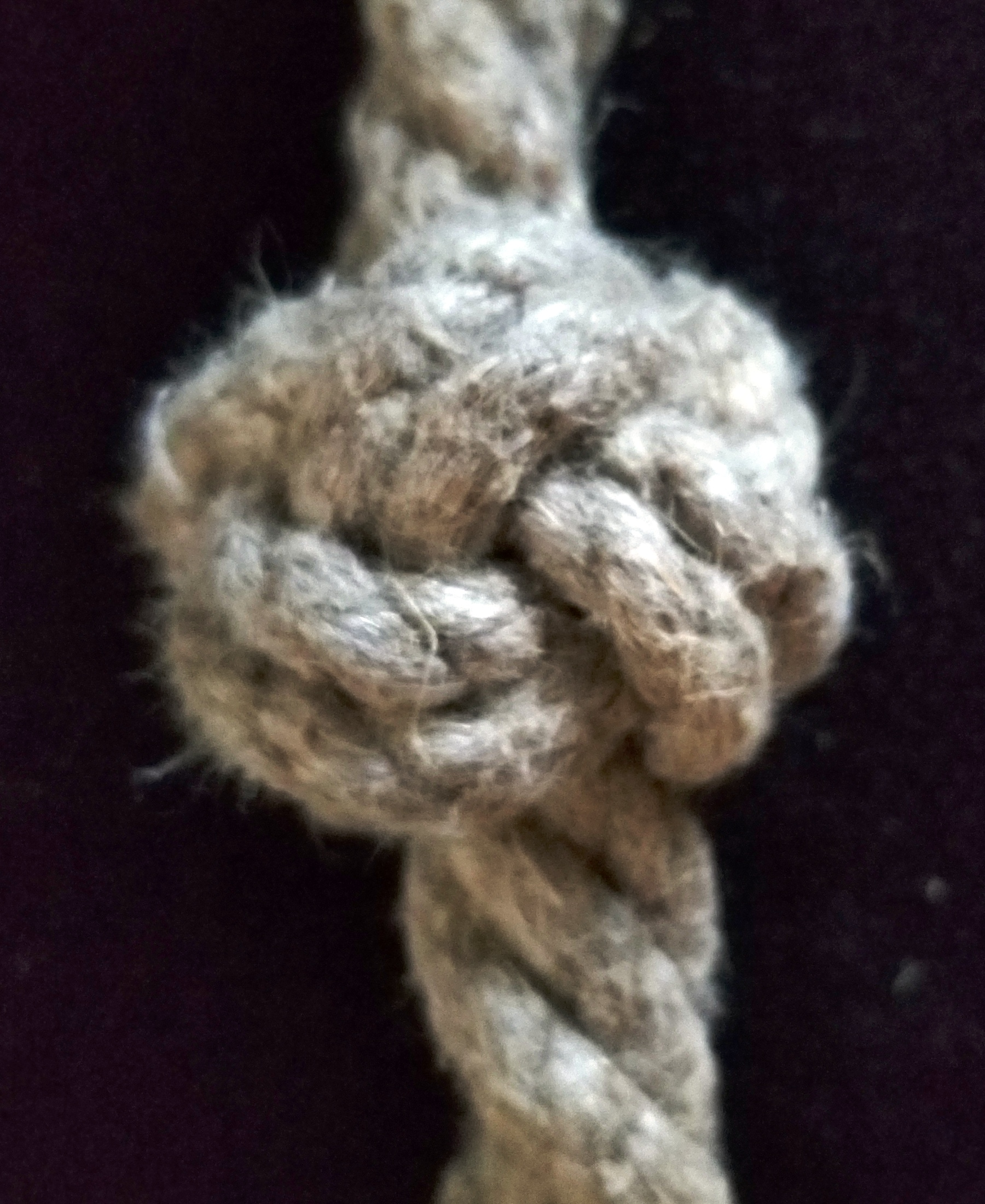
Doppelter Fußpferdknoten
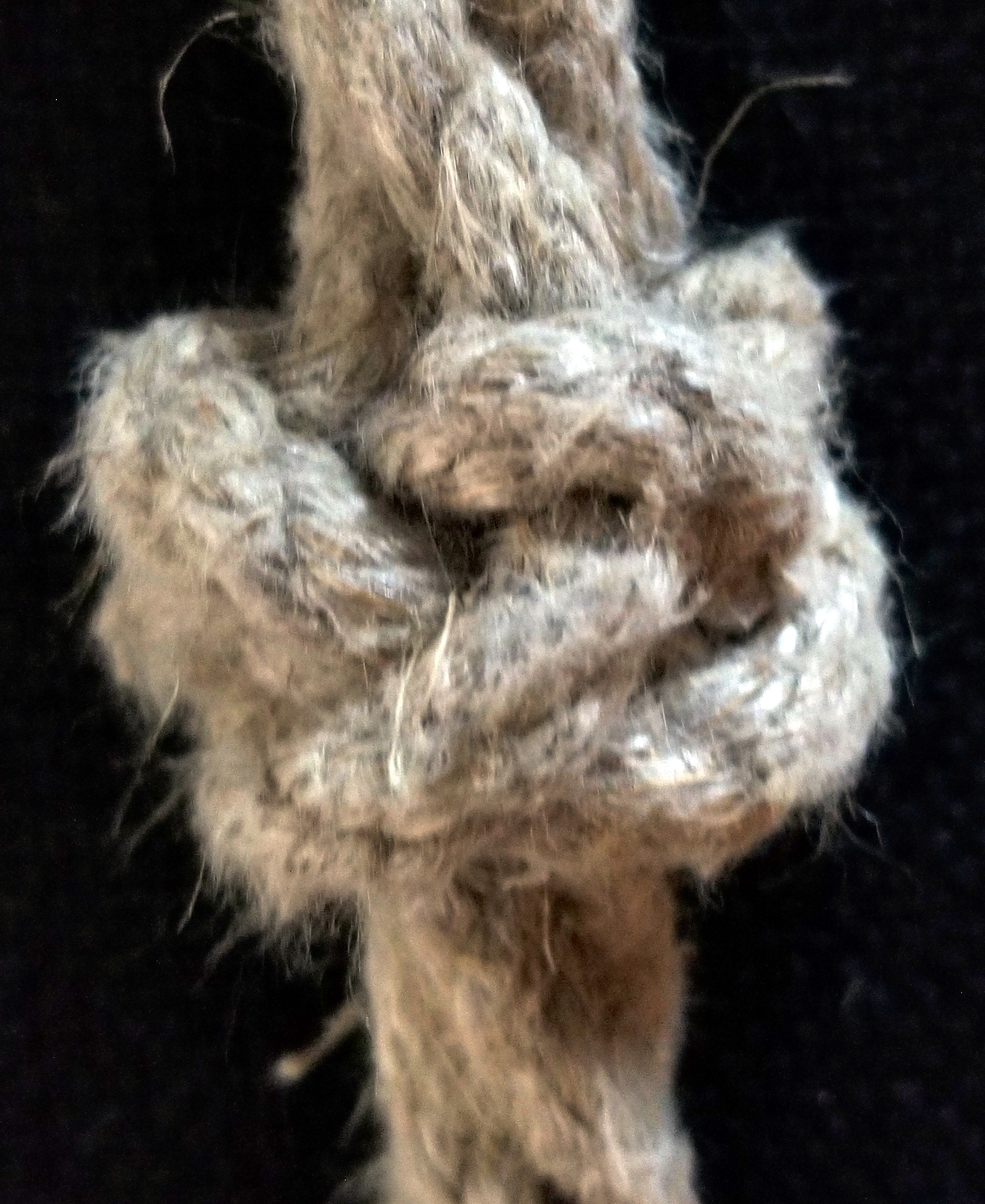
Einfacher Diamantknoten
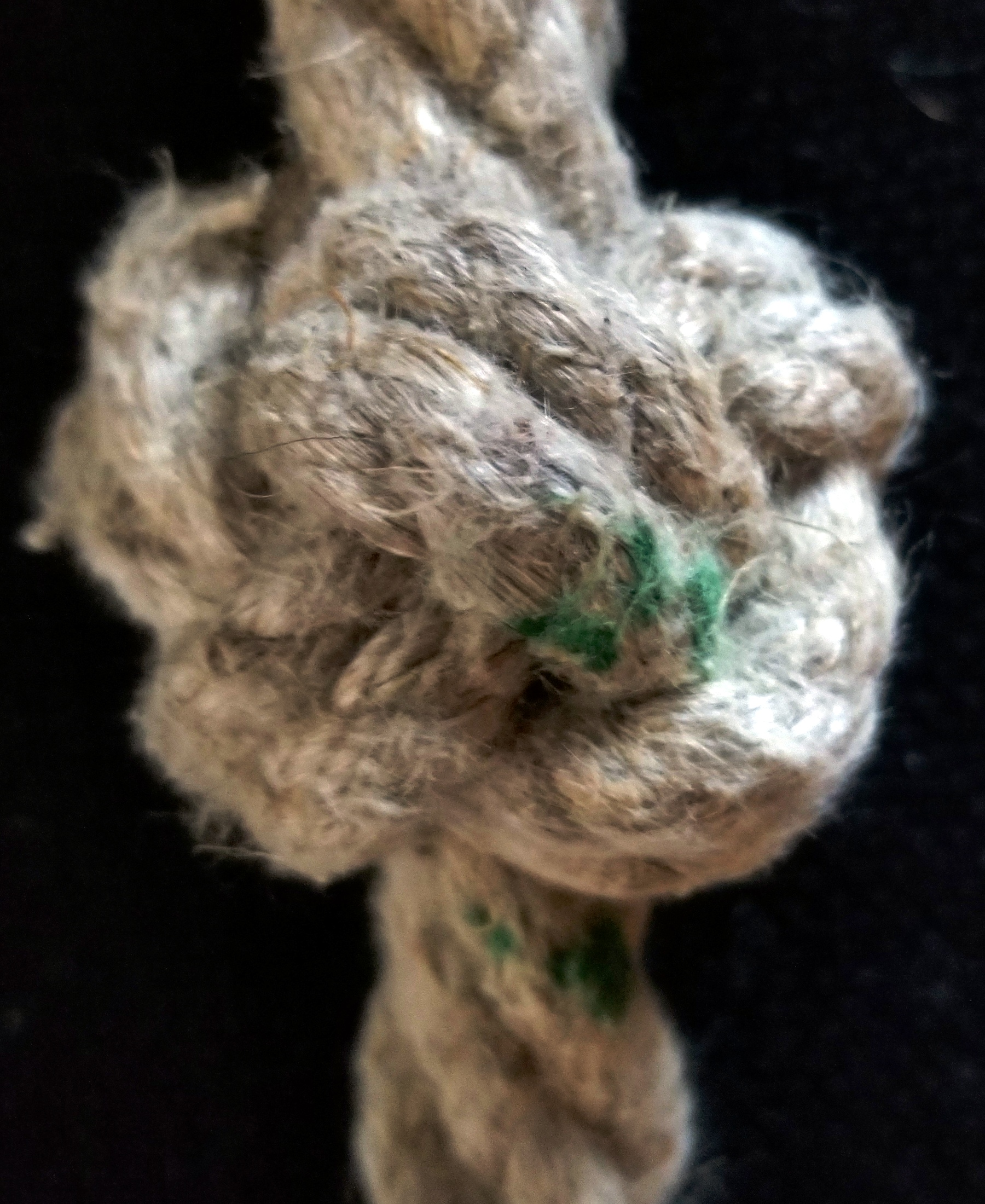
Doppelter Diamantknoten
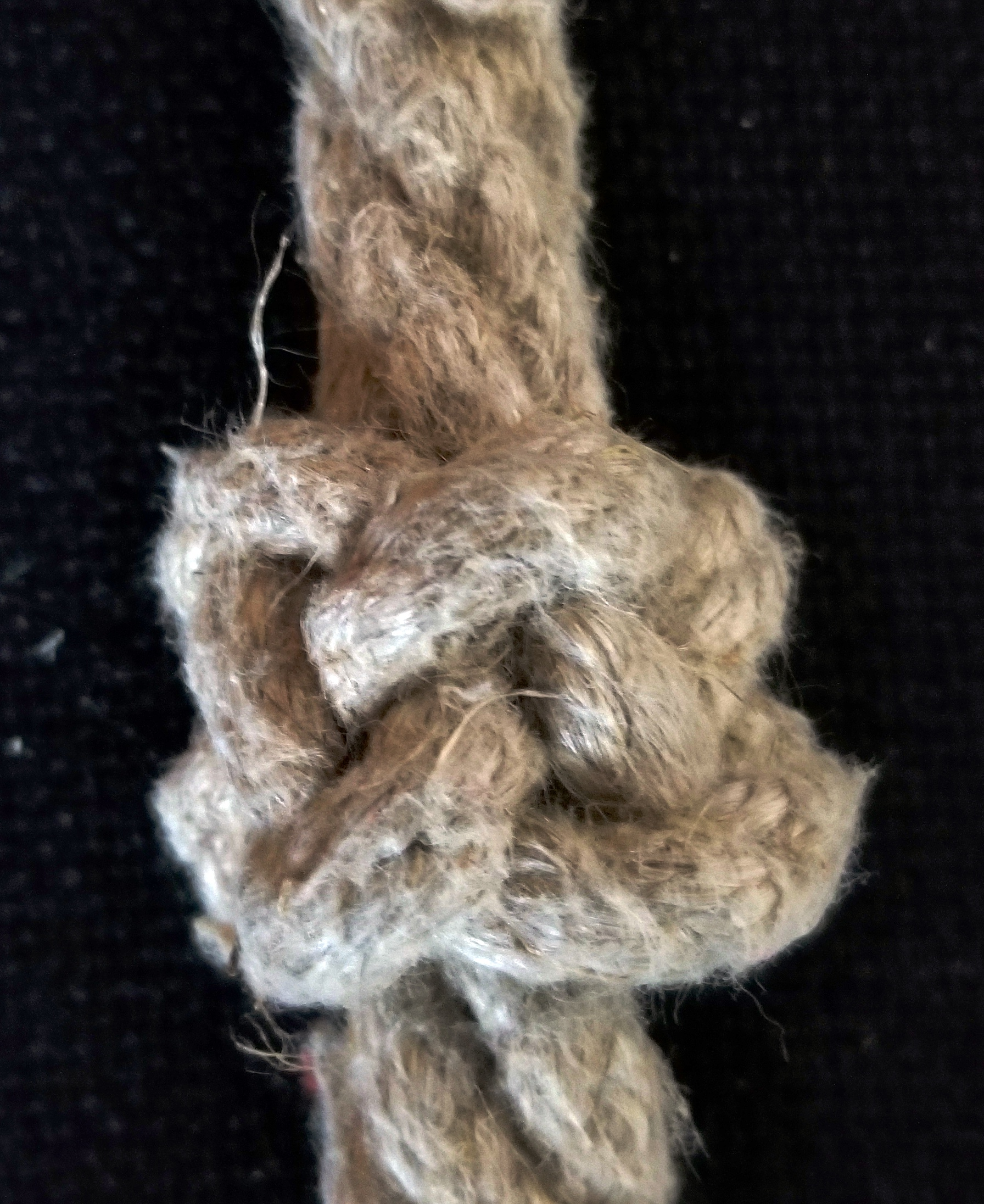
Krone und Diamant
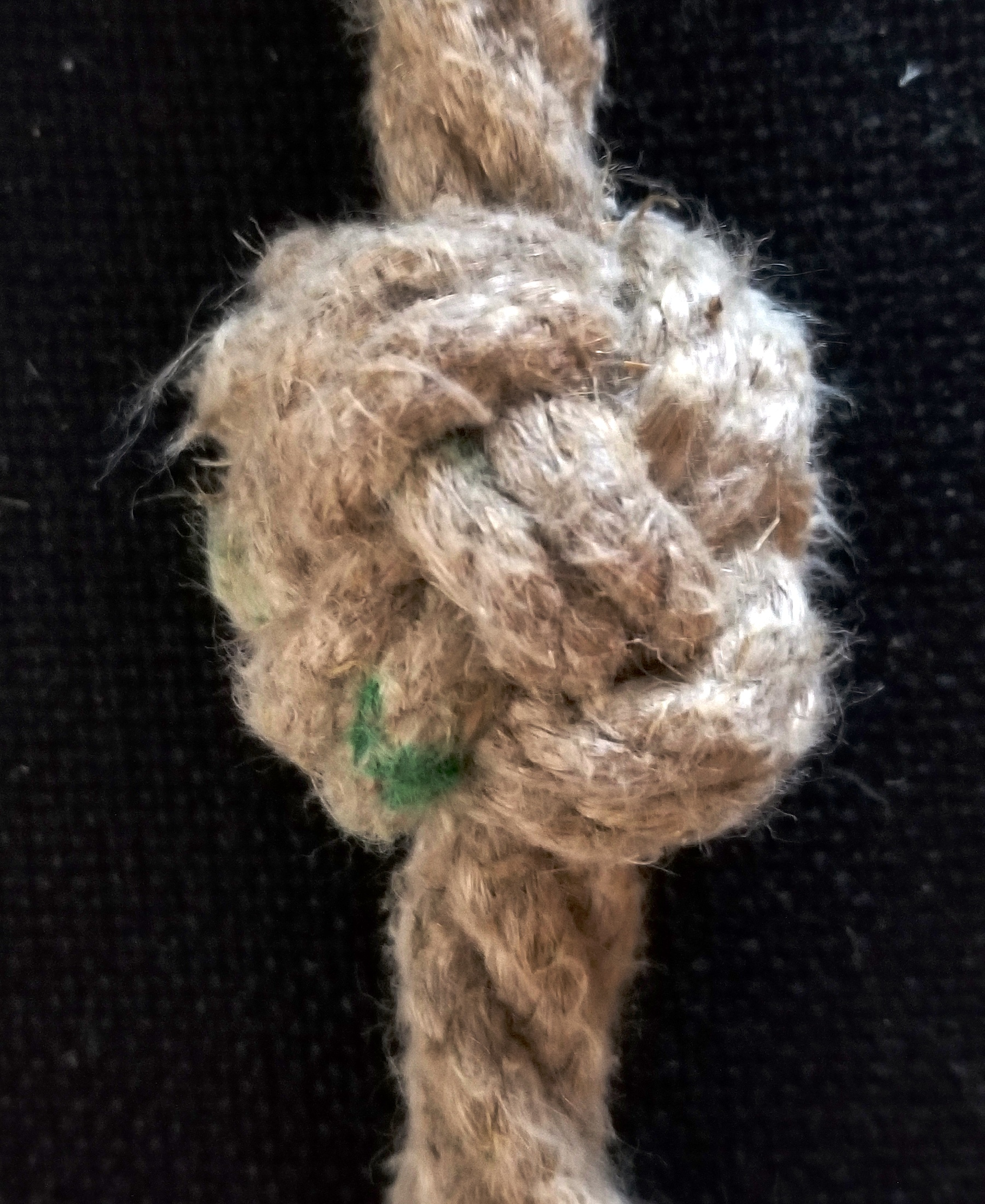
Doppelte Krone und Diamant
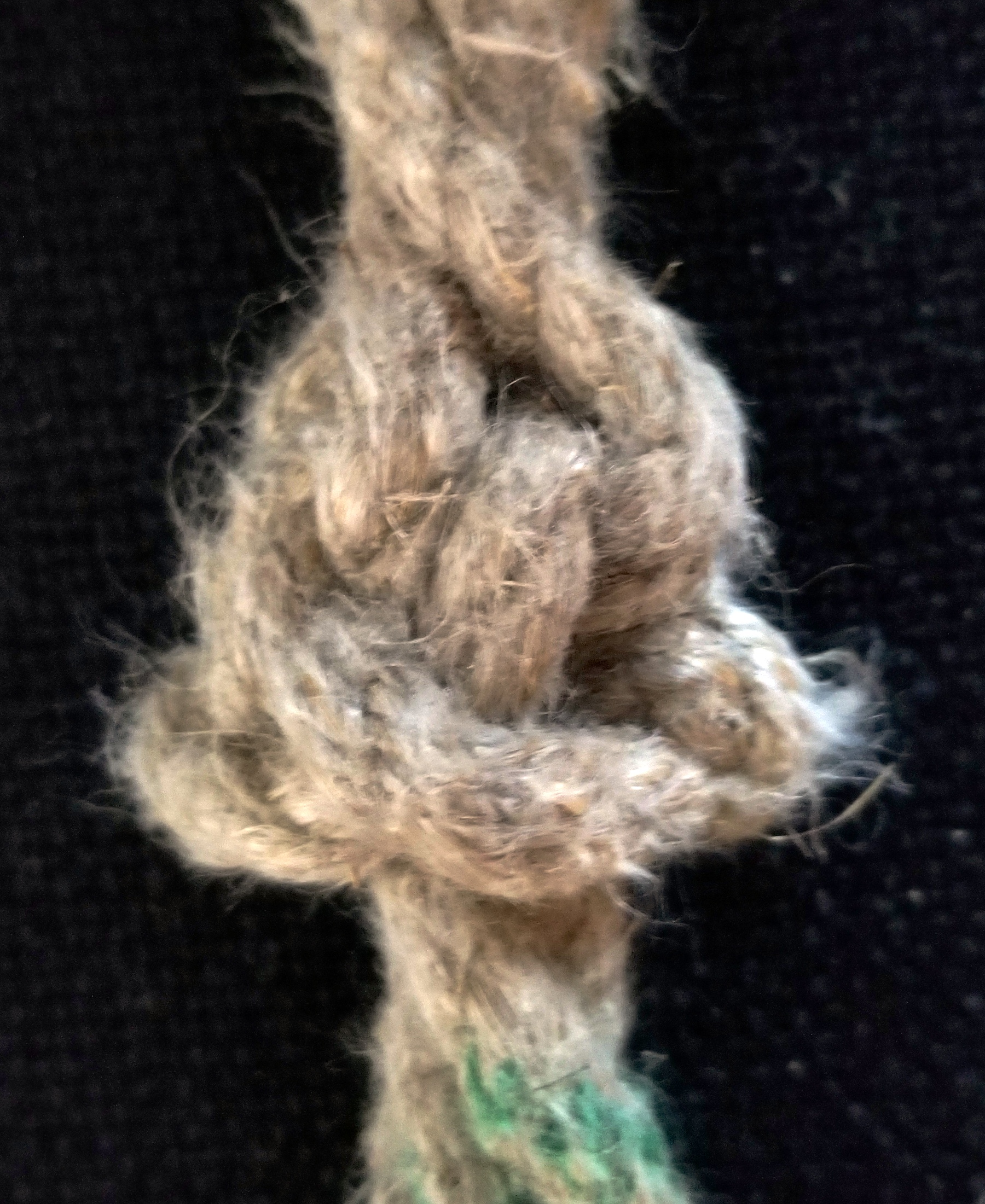
Wand- und Kronenknoten
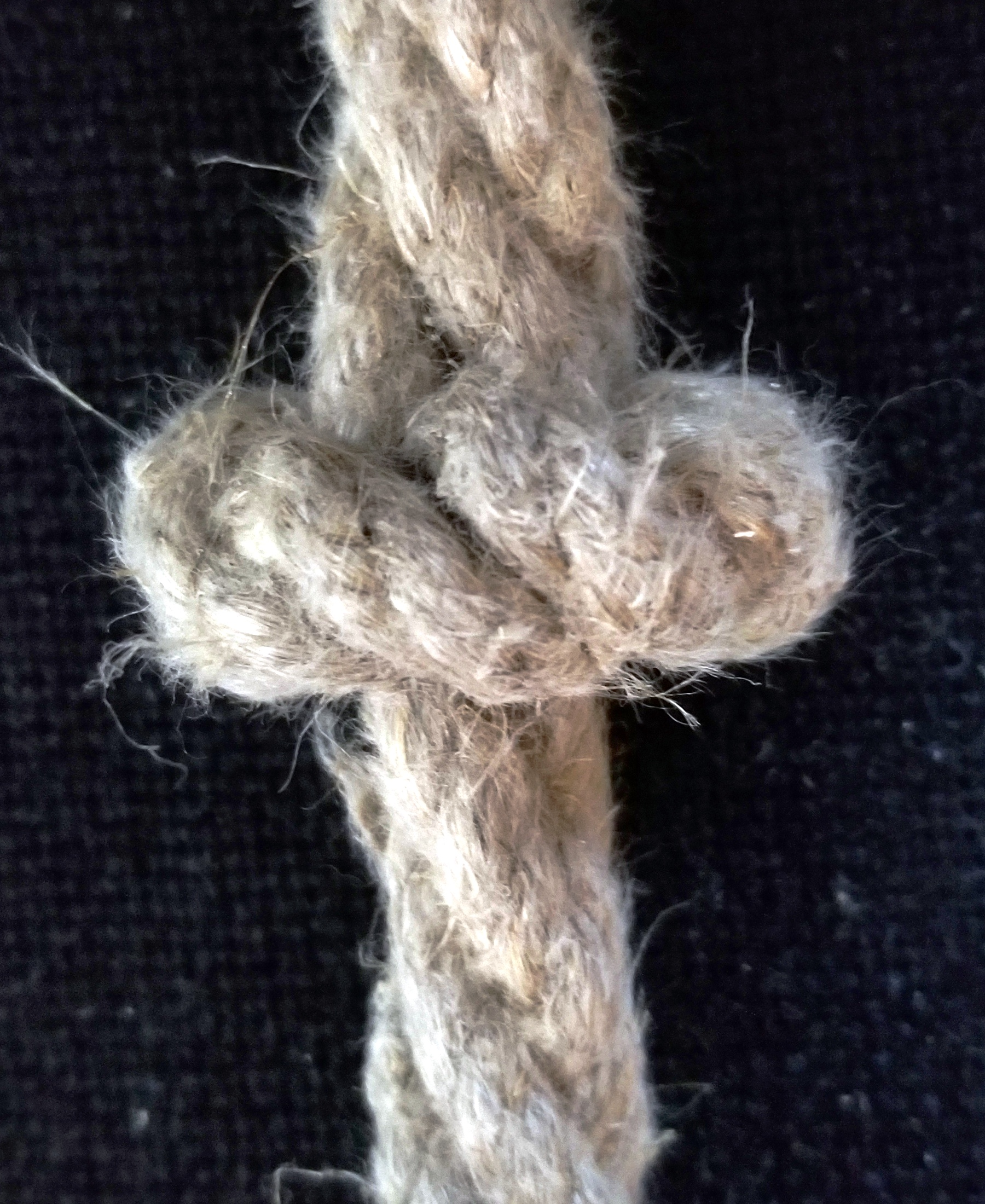
Deckstopper
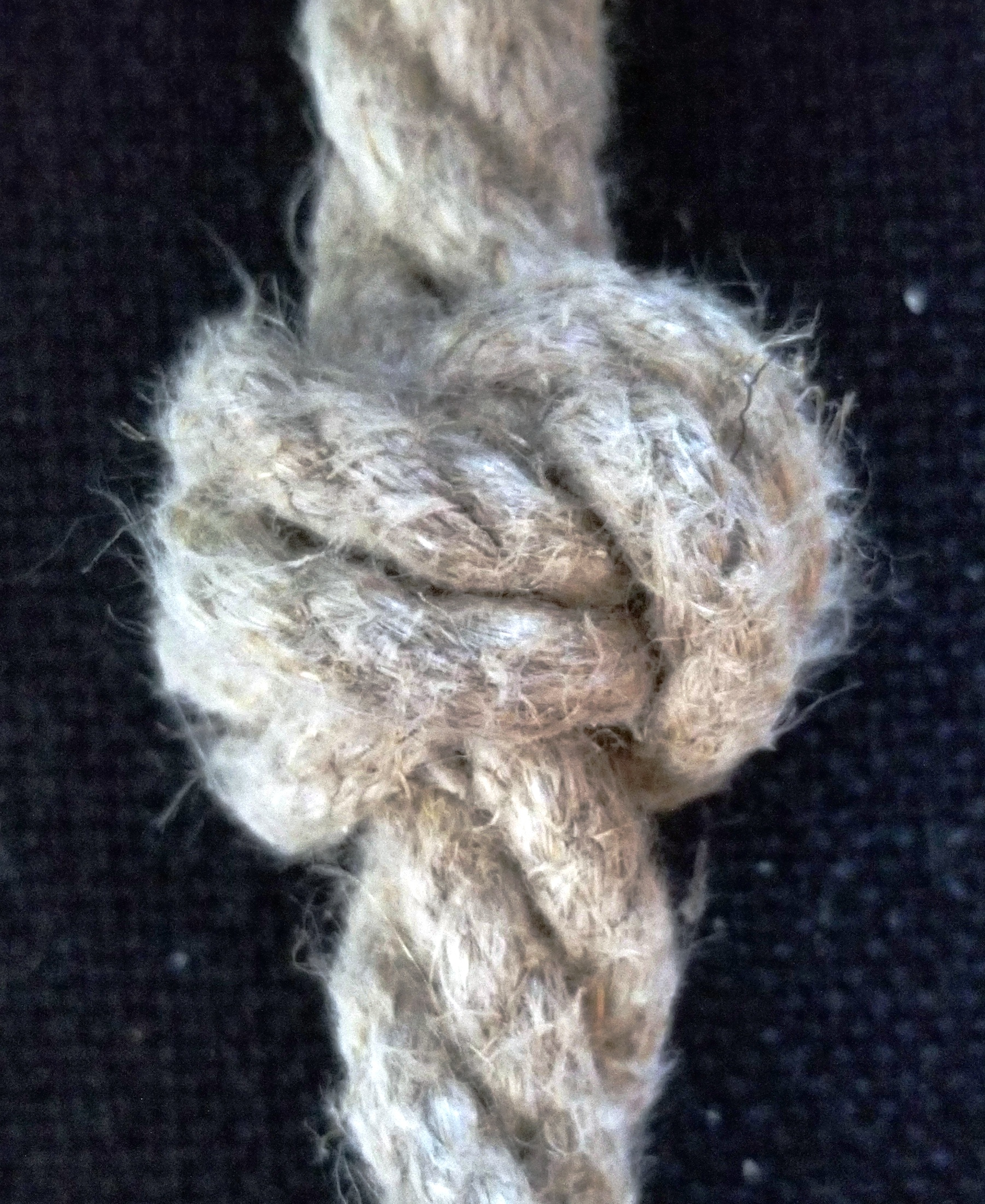
Doppelter Wandknoten (1)
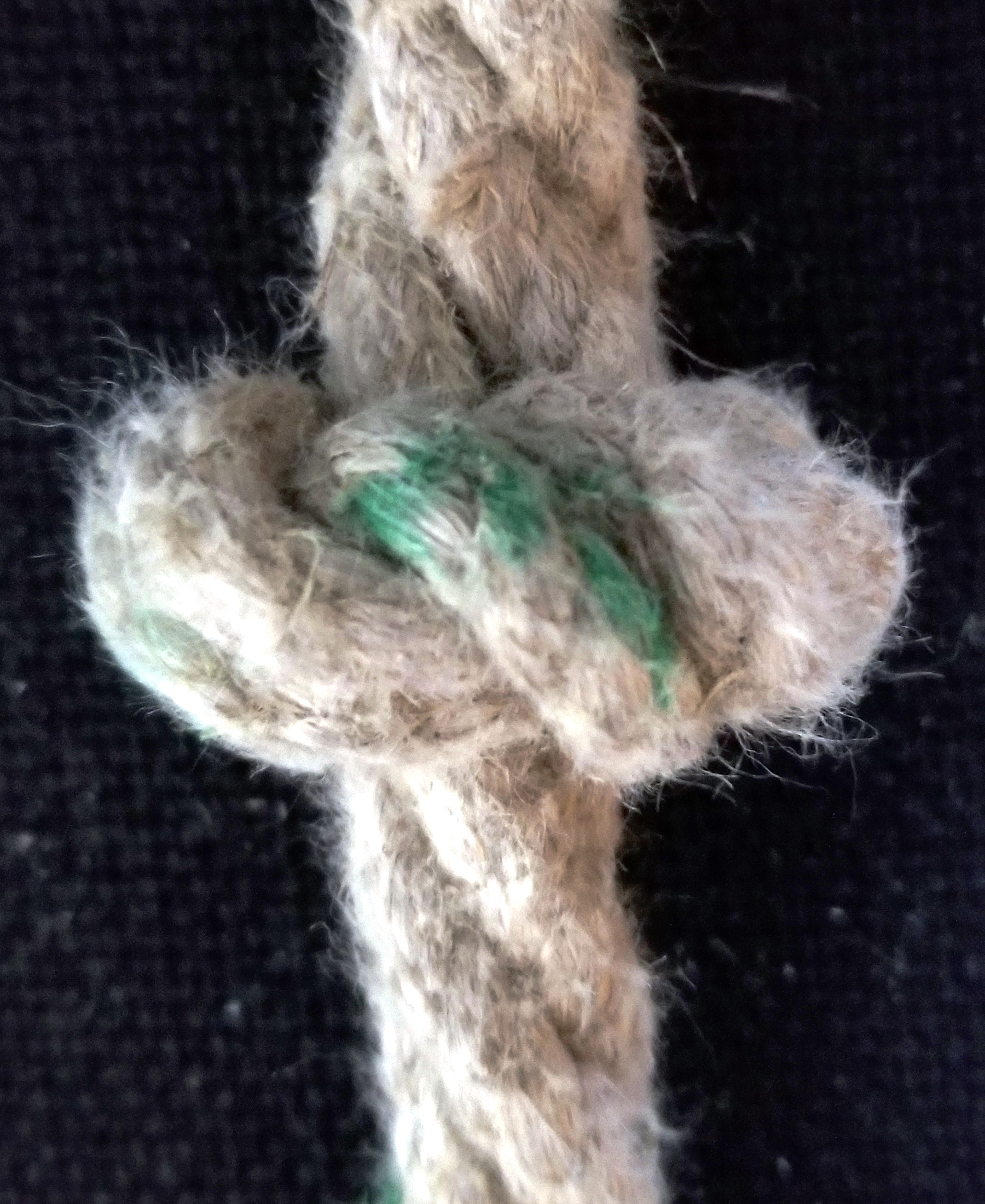
Doppelter Wandknoten (2)

##### Fünf-Strang-Verdickungsknoten

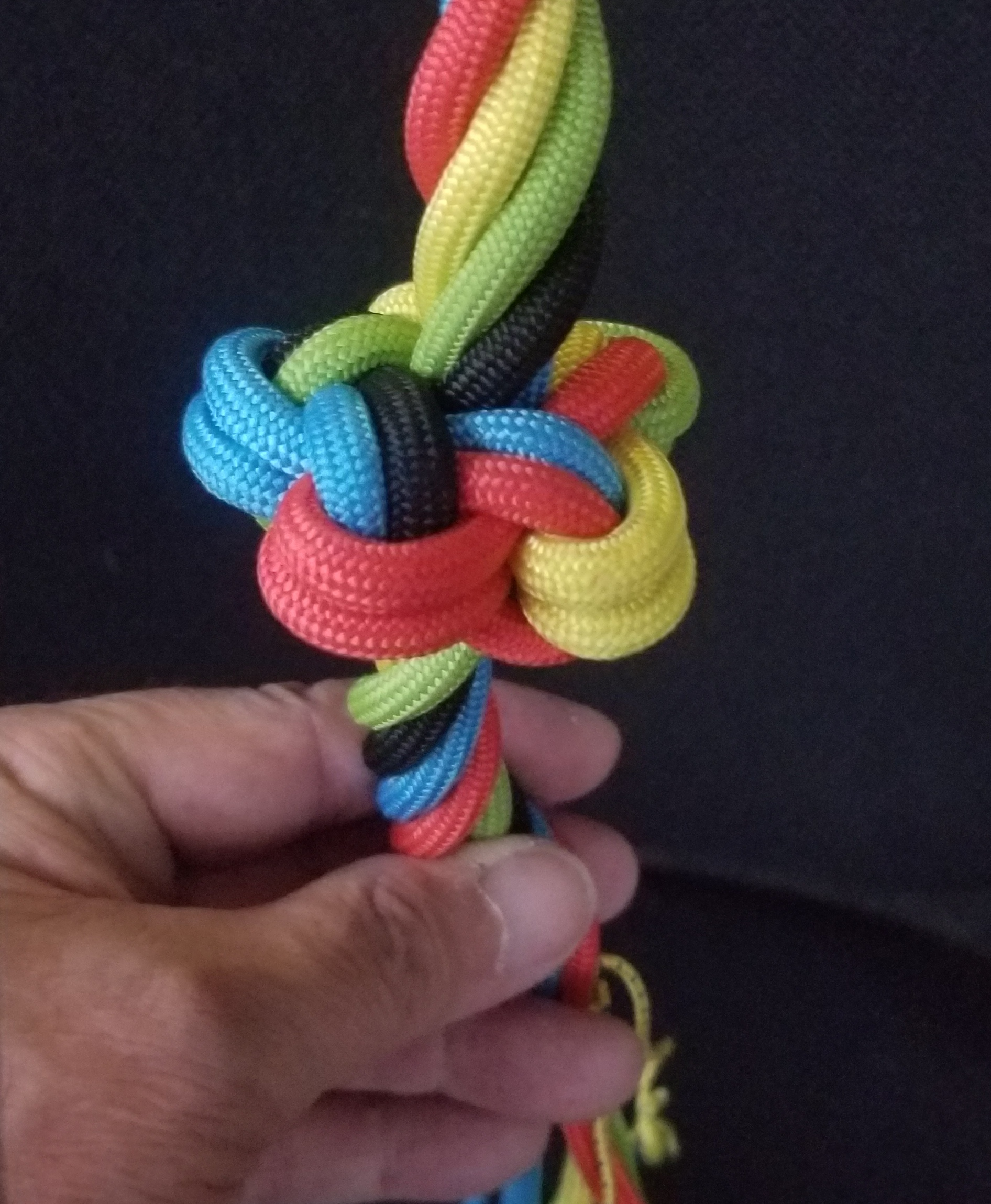
Stern (Draufsicht)
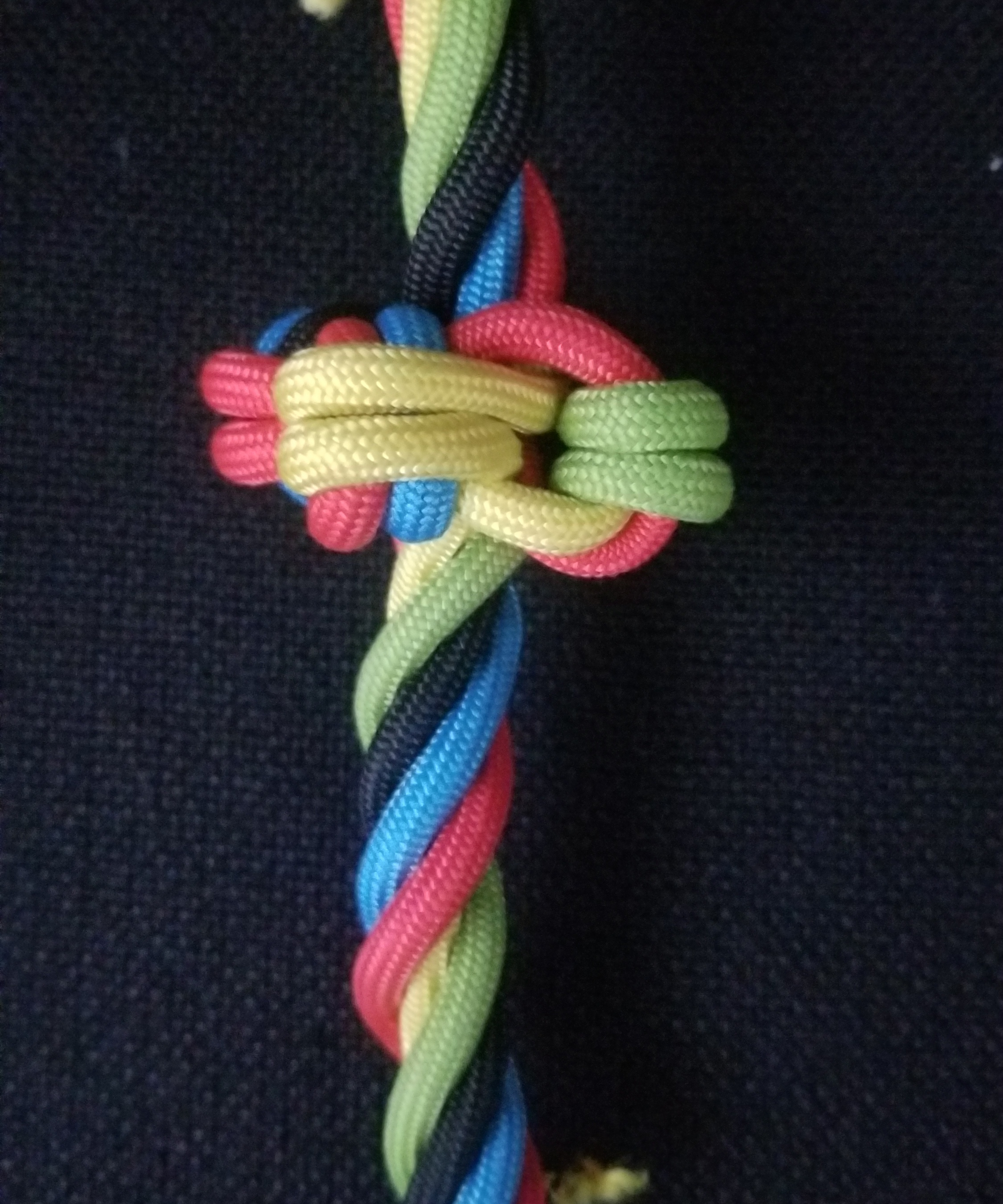
Stern (Draufsicht)

##### Andere Verdickungsknoten

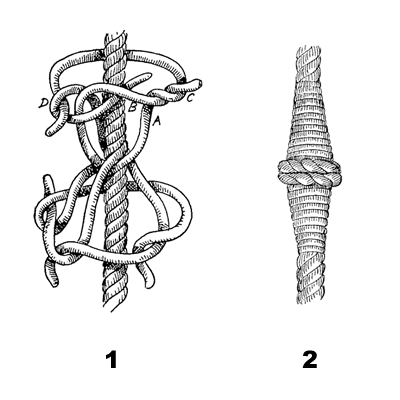
Gespleißter Taljereepsknoten mitten im Tauwerk
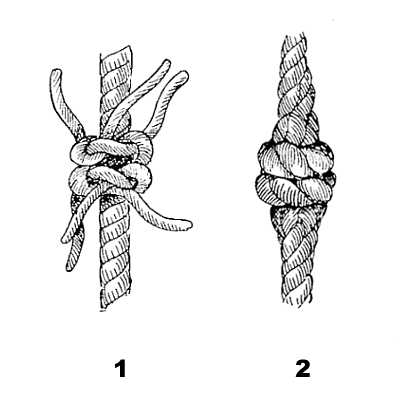
Dichtgeholter Knoten

## Abweichungen

### Stopperstek

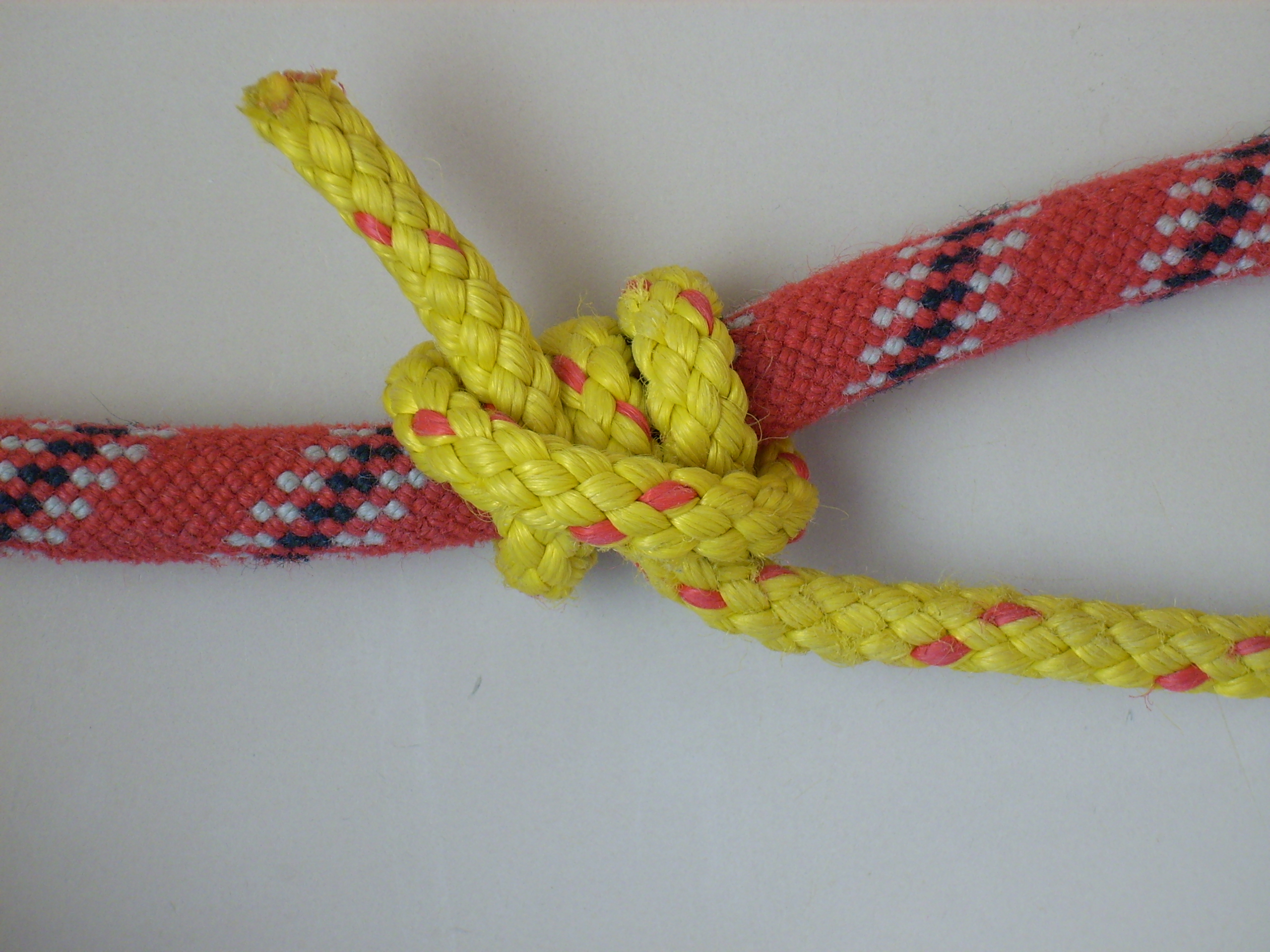
Stopperstek am gestreckten Seil, Variante 1734 bzw. 2555 gem. Ashley

Der Stopperstek ist ein Klemmknoten, mit dem an einem unter Belastung stehenden (Haupt-)Seil ein weiteres (Neben-)Seil angeknotet werden kann; beispielsweise um mit einem Flaschenzug das Hauptseil stärker zu spannen.

### Anglers Stopperknoten
Angler verwenden einen dem Wurfknoten ähnlichen Knoten, der von ihnen auch als Stopperknoten bezeichnet wird. Benutzt wird er beispielsweise zum Befestigen eines Karpfen–Rig, als Entfernungsmarkierung auf der Hauptschnur oder als Hakenbefestigung.